# Girolamo Emiliani
Girolamo Emiliani, noto anche come Miani (Venezia, 1486 – Somasca, 8 febbraio 1537), è stato un religioso italiano.

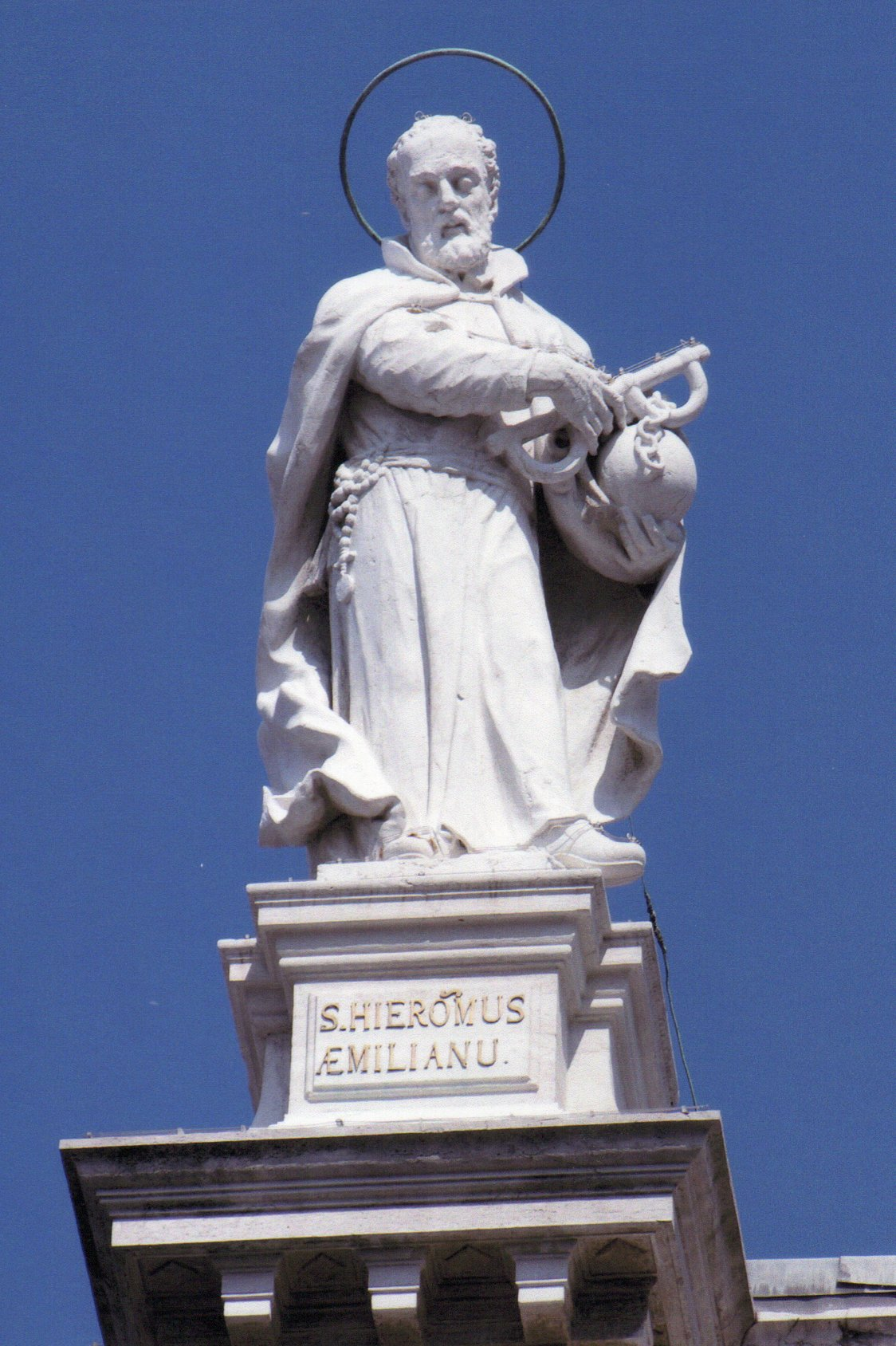
San Girolamo Emiliani sulla chiesa di San Rocco a Venezia

Fondatore dell'ordine dei Chierici Regolari di Somasca, è stato proclamato santo da papa Clemente XIII nel 1767 e dichiarato patrono della gioventù abbandonata nel 1928 da papa Pio XI. Una sua statua si trova nella Basilica di San Pietro fra quelle dei grandi fondatori di Ordini religiosi.
Le differenti tappe della vita di San Girolamo, prima e dopo la conversione, rivelano alcuni tratti salienti che hanno segnato quell'epoca della storia. Da una parte una rinascita del paganesimo, che penetra e contagia perfino alcuni importanti settori e membri della comunità cristiana; dall'altra parte l'affermarsi e l'espandersi, in seno alla stessa comunità, per convinzione o reazione, di forze nuove, con il proposito di riformare la Chiesa, dal di dentro e dal di fuori: come affermò lo stesso Emiliani, "riportando in vita lo stato di santità dei tempi apostolici".
Girolamo Miani è anche un precursore rivoluzionario di una nuova esperienza formativa che si andava sviluppando nei primi decenni del XVI secolo, e che avrebbe poi avuto il suo potenziamento durante il processo di industrializzazione: l'apprendistato. Egli istituisce la prima "scuola-bottega", dove gli orfani da lui raccolti imparavano un mestiere lavorando in "arte honorata" sotto la tutela di un maestro ingaggiato appositamente, al di fuori del sistema di corporazioni, che prevedeva invece l'apprendistato esclusivamente ai suoi membri che andavano a bottega presso il maestro e non viceversa.
A Venezia Girolamo fonda l'Ospedale del Bersaglio (o Chiesa dell'Ospedaletto o di Santa Maria dei Derelitti) e dirige per un anno l'Ospedale degli Incurabili. Fonda opere per orfani a Bergamo, a Somasca, a Como, a Pavia, a Brescia e il celebre Orfanotrofio dei Martinitt a Milano.
Tra gli allievi delle scuole dei Padri Somaschi si ricordano Luisa Bergalli, Alessandro Manzoni, san Luigi Guanella, il beato Giovanni Battista Scalabrini.
(Papa Benedetto XVI "Messaggio all'Ordine dei Chierici Regolari Somaschi, nel quinto centenario della prodigiosa liberazione dal carcere del fondatore san Girolamo Emiliani, 20 luglio 2011")

## Famiglia d'origine

### Miani

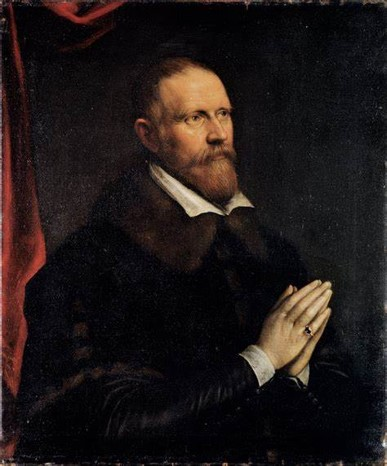
Leandro Bassano, San Girolamo Miani (fine XVI sec.); olio su tela, 87x72 cm, Museo Correr, Venezia

Girolamo apparteneva alla famiglia patrizia veneziana dei Miani, annoverata fra le cosiddette Ca' Nuove, del ramo di San Vidal, detto "Alla Carità" in quanto residenti poco distanti dal monastero di Santa Maria della Carità.
Le origini di questa casata appaiono molto incerte: lo storico Cicogna indica Aquileia, Oderzo, Cittanova d'Istria e Milano come potenziali luoghi di provenienza e colloca l'arrivo dei Miani a Venezia attorno al 976, ricoprendo queste cariche di tribuni. Capostipite del ramo di Girolamo fu un tal Bartolomeo, sebbene sia lui che i suoi figli furono registrati con diverse variazioni del cognome (da "Mezani" a "Megiani", e poi "Migliani", "Meliani") fino ad arrivare a Francesco detto "Schiavo", il primo ad usare la forma definitiva di "Miani". Nei vari documenti il cognome Miani si alternava spesso alla sua variante latina "Emiliani", ma è in realtà una scrittura impropria che deriva dal tentativo di ricollegare a famiglia all'antica gens Aemilia.  Nelle sue lettere, tuttavia, il santo si firmò sempre Miani.
Quello di Girolamo era un casato di modesta ma solida posizione economica, attivo sia nella vita pubblica sia militare e dedito principalmente alla mercatura di panni lana, soprattutto nel Levante. A conferir maggior lustro alla famiglia fu il suo trisavolo Giovanni Miani, figlio di Francesco "Schiavo": nel 1382 era segnalato capitano di cinque galee, per riprendere la fortezza di Tenedo al ribelle Zanacchi Mudazzo. Nel 1385, il Miani, all'epoca Capitano del Golfo, sottrasse a re Ladislao di Napoli il dominio su Corfù, grazie all'aiuto della fazione filo-veneziana dell'isola. L'anno successivo negoziò il passaggio di Nauplia, Argo e Scutari alla Repubblica Veneta. Divenuto nel frattanto consigliere, Giovanni accettò nel 1388 la carica di provveditore generale assieme a Guglielmo Querini; il 13 dicembre dello stesso anno, i due comandanti, forti del supporto della popolazione trevigiana, espugnarono il Castello dove si era asserragliato Francesco da Carrara, catturandolo e costringendolo a cedere a Venezia la Marca Trevigiana e tutte le sue fortezze, assieme a Feltre, Belluno e Ceneda. Nel 1395, il Miani diverrà egli stesso podestà di Treviso.  Due anni prima, nel 1393, Giovanni aveva inoltre assicurato a Venezia il controllo del Castello di Alessio, venendo a patti con i figli di Leta Ducagino, defunto signore di quelle terre. Marin Sanudo il Giovane menziona nei suoi Diarii come un Ducagino (quindi o Progon o Tano, figli di Leta) nel 1398 avesse fatto dono di sei lotti di terreno al Miani, in seguito venduti in un momento non precisato al procuratore Giovanni Barbo e rivendicati nel 1503 dal discendente di quest'ultimo, Paolo Barbo. Da Giovanni si formarono i due rami principali dei Miani: quello di San Vidal, da cui discende il santo e quello cadetto di San Giacomo dell'Orio.
Sempre nel Levante furono attivi Marco Miani di Giovanni (1376-1428) e Marco Miani di Luca (1439-1467), rispettivamente bisnonno e zio di Girolamo: il primo ricoprì a Corfù l'incarico di bailo e capitano e nel 1427 divenne bailo di Costantinopoli, morendovi l'anno successivo. Il secondo fu rettore di Sciro dal 1464 fino al 1467, anno della sua morte per una febbre che flagellava l'isola.  Luca Miani (1408-1466), nonno di Girolamo, subì invece da giovane una condanna all'esilio di un anno da Venezia e cinque anni senza cariche e benefici, per aver aderito, assieme ad altri patrizi nel Maggior Consiglio, ad un patto politico di non votare nessun altro tranne quelli della loro fazione. Assieme a Luca Miani venne condannato anche suo cugino Tommaso Miani. Nicolò Miani (forse prozio di Girolamo), Capo dei Dieci, ebbe un ruolo attivo sia nel processo contro Jacopo Foscari (1451), avendo infatti per primo accolto la denuncia di Antonio Venier, sia nella deposizione del doge Francesco Foscari, facendo parte della Zonta (1457). 

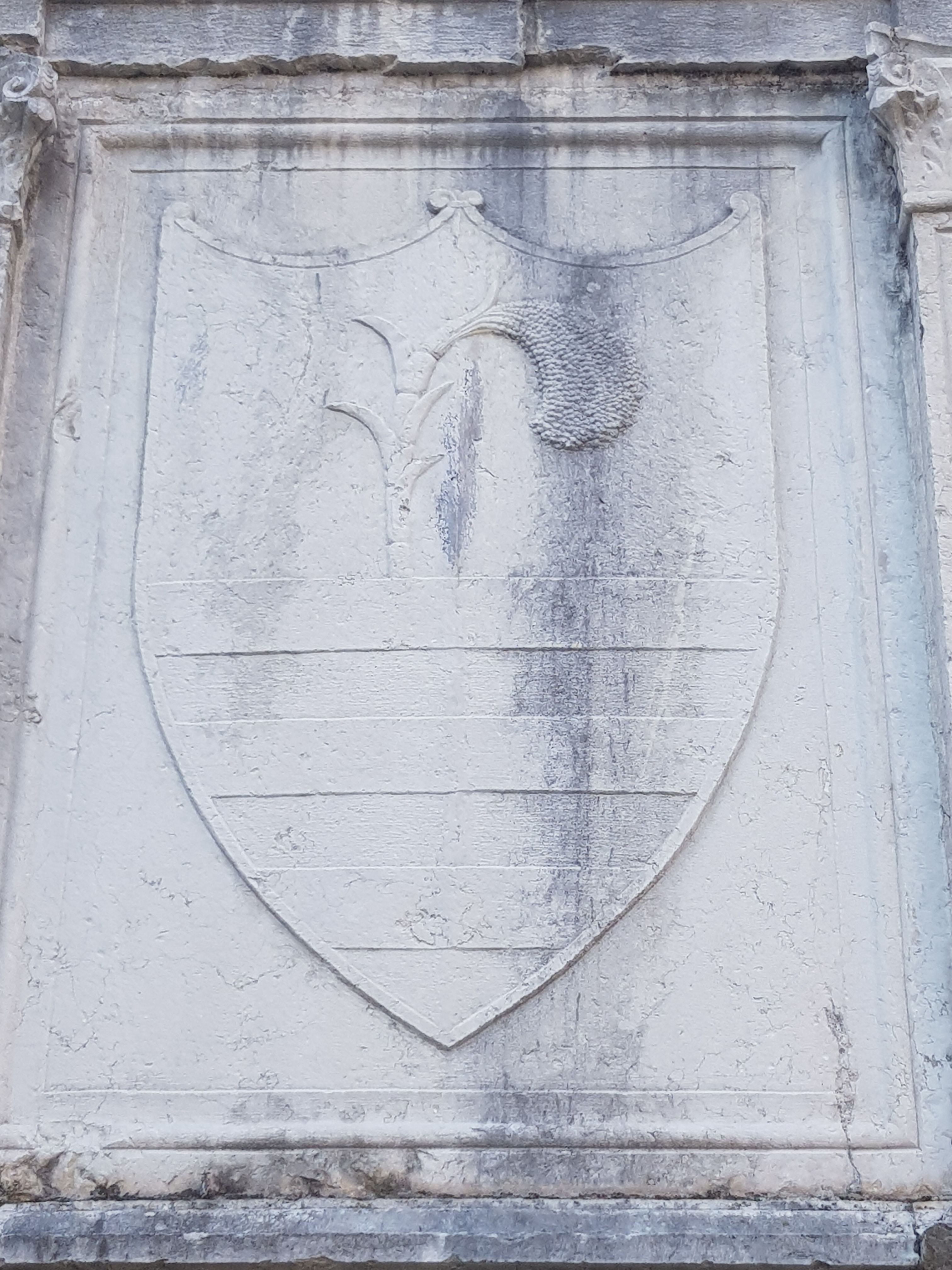
Stemma del podestà Angelo Miani (padre di Girolamo) nelle fontane lombardesche a Piazza Maggiore, Feltre

Il padre di Girolamo, Angelo Miani di Luca (1442-1496)  aveva anch'egli servito la Repubblica di Venezia sia in ambito amministrativo sia militare: ricoprì le cariche di avvocato agli Uffici di Rialto (1467); camerario in Ravenna (1470);  massaro alla Zecca dell'Oro (1472). Fu un membro della Quarantia Civil (1473); giudice della curia del Forestier (1475); giudice del Proprio (1476). Dal 1480 fino al termine della Guerra del Sale, il Miani servì come Capitano delle navi della Riviera della Marca, a custodia della costa adriatica da Chioggia fino alla Romagna, distinguendosi nella presa di Comacchio "senza violenza alcuna", come annota Domenico Malipiero, consegnandosi a lui la città spontaneamente.

### Morosini
Leonora Morosini "da Lisbona", madre di Girolamo, proveniva invece da un casato assai ben più prestigioso del marito, annoverato tra le Ca' Vecchie ed Apostoliche. In particolare, il suo era il ramo cadetto di Santa Ternita dei Morosini detti "dalla Sbarra", discendenti di Giovanni Morosini, fratello di Albertino Morosini e di Tomasina Morosini, regina d'Ungheria e principessa di Slavonia, nonché padre della dogaressa Tommasina Morosini, moglie del doge Pietro Gradenigo. Questa parentela coinvolse direttamente i Morosini nella congiura del Tiepolo, schierandosi dalla parte del doge che protessero, stringendosi a lui, durante lo scontro a Piazza San Marco.
Il primo dei Morosini ad acquisire il soprannome “da Lisbona” – che divenne poi tipico della famiglia – fu il padre di Leonora, Carlo di Nicolò Morosini, per via dei suoi affari in Portogallo tra gli anni Trenta e Quaranta del XV secolo. Il Morosini, assieme al suo “companheiro” il fiorentino Bartolomeo di Jacopo di Vanni, aveva fondato nella capitale portoghese una società che annoverava tra i propri clienti anche la casa reale d’Aviz – come indicato dal debito contratto dall’infante Enrico d’Aviz. Questa compagnia gestiva anche diversi pagamenti dal Portogallo a Roma, tramite la banca Gianchinotti - Cambini di Firenze. Carlo Morosini ricoprì inoltre la carica di capitano a Negroponte, dal 1454 fino al 1457, anno della sua morte. Suo fratello Alvise fu il primo rettore veneziano ad Egina, il 22 agosto 1451.
Una breve menzione di Leonora Morosini si ha nel 1452, in occasione della visita dell'imperatrice Eleonora d'Aviz a Venezia: narra il Sanudo come Carlo Morosini accompagnò Eleonora a visitare Treviso, risalendo per il Sile, specificando come la giovane imperatrice avesse pochi giorni prima tenuto a battesimo una figlia del Morosini. Poiché Carlo dal primo matrimonio con Querina Querini aveva avuto soltanto figli maschi e poiché non risultano altri figli dalla seconda moglie, Elisabetta Contarini, si può indicare con certezza Leonora come la figlioccia di Eleonora d'Aviz, ipotesi supportata dall'omonimia tra le due donne.

## Biografia

### L'infanzia e la giovinezza

#### La questione della data e del luogo di nascita

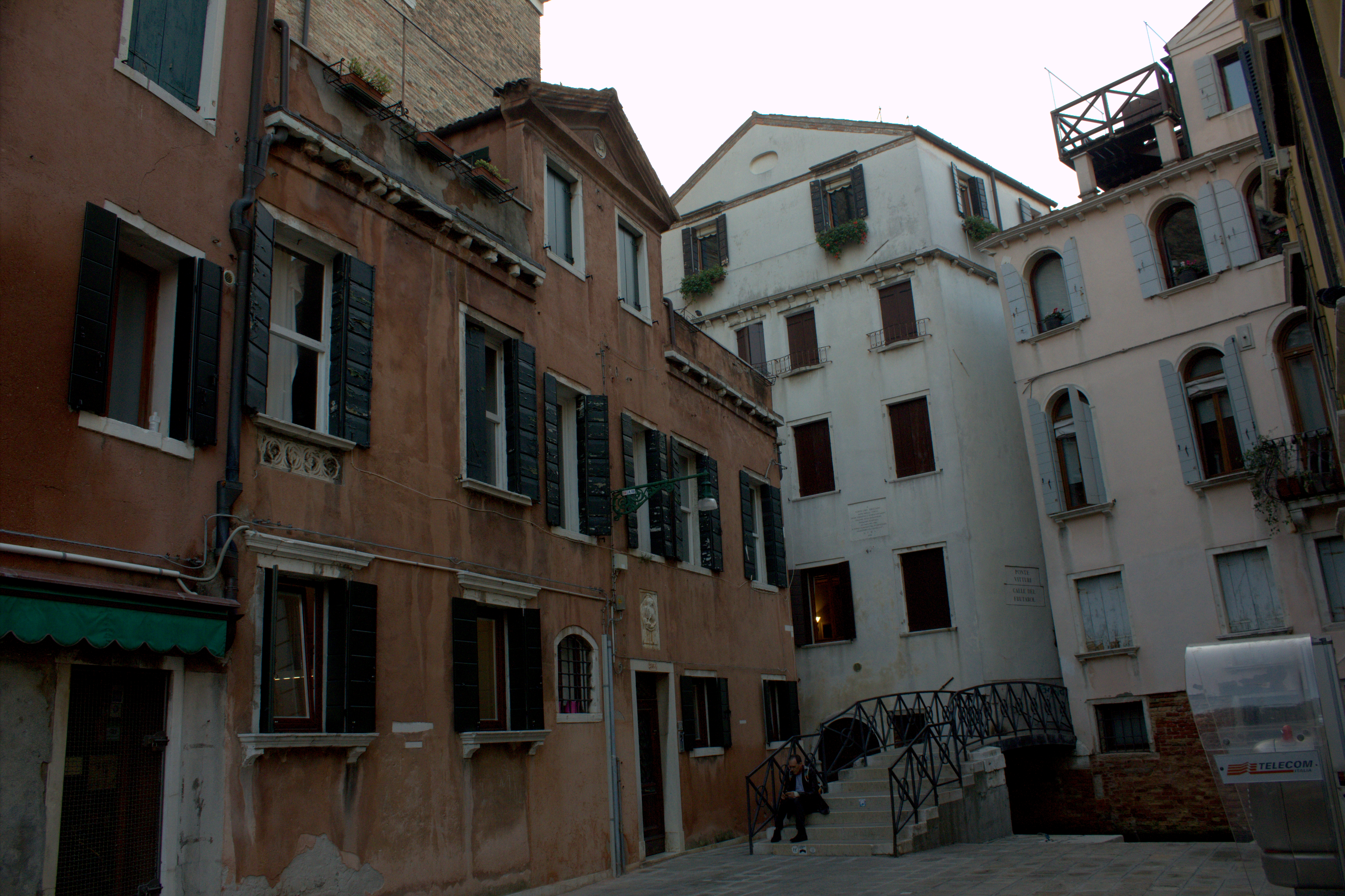
La casa natale del santo, bianca e con affissa la targa commemorativa

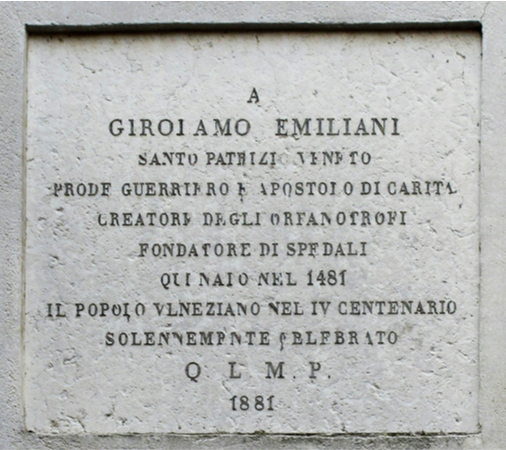
Gerolamo Emiliani, Casa natale

Suo padre Angelo aveva previamente sposato nel 1469 Andriana Tron, sorella del procuratore di San Marco Antonio Tron e nipote del doge Nicolò Tron; quest'unione produsse un'unica figlia, Cristina (1471 -1511). Rimasto infatti prematuramente vedovo, Angelo si risposò nel 1472 con Leonora Morosini dalla quale ebbe Luca (1475-1519), Carlo (1477-1568), Marco (1481-1526) e infine Girolamo. Il genealogista Marco Barbaro indica un altro fratello, Marco Antonio, di cui non si ha tuttavia nessuna notizia, forse morto giovane; in aggiunta, lo storico feltrino Antonio Cambruzzi menziona una sorella, Emilia, deceduta a Feltre il 17 novembre 1487, durante i due anni di podesteria di Angelo Miani.
Girolamo nacque probabilmente a Venezia nel 1486, nella casa dominicale dei Miani, posta dietro la chiesa di San Vidal e affacciata sull'omonimo rio attraversando ponte Vitturi. Fino al 1917 si era ritenuto che l'anno di nascita del santo fosse il 1481, basandosi sull'affermazione dell'Anonimo, suo primo biografo, che sostenne come fosse morto a cinquantasei anni. Invece Dalla Santa, consultando i registri della Balla d'oro, stabilì che era nato al contrario nel 1486. Quanto al mese e al giorno, si suppone essere attorno al 10 ottobre, giacché Leonora Morosini, per permettere al figlio di accedere al Maggior Consiglio, il 10 ottobre 1511 certificò che il giovane aveva compiuto venticinque anni.

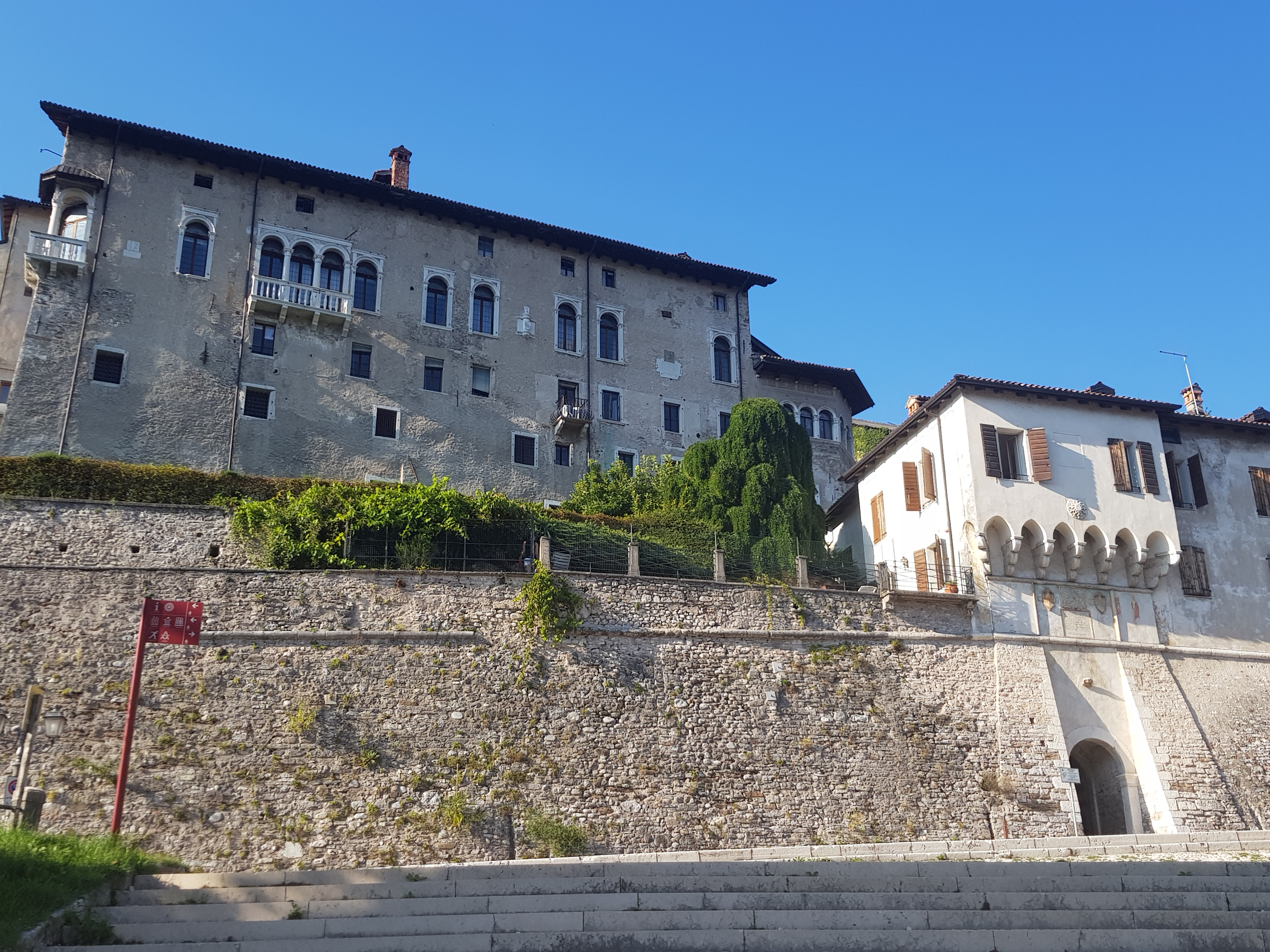
Palazzo Pretorio di Feltre, dove Girolamo trascorse la prima infanzia, essendo suo padre Angelo podestà e capitano della città.

Una recente ipotesi vede al contrario Girolamo nascere a Feltre: lì infatti si era trasferito il padre, nominato nel 1486 podestà e capitano di Feltre, città che aveva raggiunto il 23 giugno assieme al vicario Giovanni Battista degli Esperti da Faenza e il cancelliere Francesco Nursio Timidei da Verona. Considerato che Angelo rimase ininterrottamente in carica fin quasi al marzo del 1488 e tenendo in considerazione sia il more veneto (che prevedeva il Capodanno il 1 marzo) sia la data della morte della sorella Emilia (e quindi la presenza dei familiari), non si può escludere la possibilità che il santo abbia avuto i natali proprio a Feltre o che comunque vi abbia trascorso lì la primissima infanzia. Gli ufficiali di stato dovevano infatti trasferirsi con tutta la famiglia sul posto del loro incarico e gli stessi Statuti di Feltre prevedevano un giuramento da parte del podestà, nel quale egli includeva la famiglia sia come compartecipe della sua autorità, sia come soggetta alle leggi alla pari degli altri cittadini.

#### L'infanzia a Feltre durante la podesteria del padre
Angelo Miani si guadagnò la stima e l'affetto della popolazione feltrina per aver sventato un tentativo di Sigismondo d'Austria di occupare la città e il distretto, inviando un contingente militare per bloccargli l'accesso dalla parte della Valsugana. L'abbondante nevicata permise inoltre al condottiere Guido de' Rossi di costringere il nemico alla ritirata entro i propri confini, mentre il Miani continuava a provvisionare Feltre di viveri, armi e soldati, nell'eventualità di un assedio. Sua iniziativa fu anche di stringere un patto di mutuo soccorso con Dardi Giustinian, podestà e capitano di Belluno, in caso di rinnovato attacco, il quale avvenne agli inizi dell'estate del 1487, occupando gli austriaci una fortezza veneziana sul passo di Celazzo. Angelo non perse tempo e in risposta inviò un piccolo drappello di 25 uomini capitanati da un locale, Antonio Bonmassaro da Fonzaso, i quali riuscirono a riespugnare il castello e a custodirlo fino alla fine del conflitto. Forti della vittoria, i marciani a loro volta diedero prova di forza penetrando nella Valsugana e mettendo a ferro e fuoco Grigno e Borgo Valsugana, per poi rientrare nei propri confini.
Oltre a difendere la città, Angelo costruì a sue spese le fontane lombardesche in Piazza Maggiore, a pubblico beneficio e concepite in modo tale da non soltanto rifornire tutte le fontane cittadine, ma anche di conservare l'acqua in serbatoi in caso o di siccità o di un incendio. In segno di riconoscenza, i Feltrini fecero scolpire in marmo un'iscrizione commemorativa accanto allo stemma del podestà, tutt'oggi ancora visibile. In aggiunta, in Senato si elogiò, il 31 dicembre 1488, l'iniziativa del Miani di fortificare Feltre con nuove mura, su progetto dell'ingegnere militare Dionigi da Viterbo, supervisionato dallo stesso Angelo, che lo aveva conosciuto di persona durante la Guerra del Sale (Dionigi aveva infatti costruito i due ponti galleggianti per l'attraversamento del Po).
Terminato il mandato, successe al Miani, nella pretura, Girolamo Cappello, la cui candidatura si era rivelata piuttosto difficoltosa, avendo rifiutato la carica di rettore ben sei candidati, per paura della guerra in corso e la presenza del nuovo podestà, malgrado il giuramento nel settembre del 1487, non è segnalata a Feltre prima del marzo 1488. Poiché per gli Statuti cittadini, il podestà non poteva lasciare il distretto fino all'arrivo fisico del suo successore, si può collocare il rientro dei Miani a Venezia proprio verso la primavera del 1488.

#### Altri incarichi paterni e la tragica morte di Angelo Miani
Il 24 maggio 1488 Angelo Miani fu nominato uno dei tre provveditori sui possedimenti del Polesine, assieme ad Andrea Venier e Domenico Zorzi. Il 30 marzo 1491 prestò giuramento come provveditore di Lepanto e nel 1493 divenne provveditore di Zante: di nuovo, è possibile che la sua famiglia lo avesse seguito anche in questi centri e presidi di confine, tranne per Cristina, sposatasi nel 1489 con Tommaso da Molin. Poco prima di partire per Lepanto, il 14 marzo il Miani presentò il primogenito Luca alla Balla d'Oro.  Rientrato a Venezia, nel 1495 Angelo entrò nei Pregadi e il 28 novembre dello stesso anno presentò il secondogenito Carlo alla Balla d'Oro, l'ultimo documento in cui compare da vivo.
Il 18 agosto 1496, quando Girolamo aveva appena dieci anni, "è sta trovà a Rialto, in una volta, apicà Anzolo Miani; e non è stà lassà veder a nissun", come scrisse cripticamente Malipiero, il solo tra i cronisti veneti ad aver menzionato l'evento. L'ipotesi del suicidio è stata di recente confutata sia dal fatto che Angelo venne seppellito nelle arche di Ca' Miani, nella parte posteriore dell'abside della chiesa di Santo Stefano (cosa impensabile all'epoca per un suicida), sia che l'anno successivo Giacomo Battista Aloisi, lettore di filosofia e priore di Santo Stefano, nella dedica di un suo trattato a Carlo Miani, ringrazia e ricorda al suo giovane allievo "i tanti, grandissimi meriti di tuo padre verso di me". Difficilmente un religioso come l'Aloisi avrebbe menzionato il defunto senatore, se la sua morte fosse avvenuta in peccato mortale, quale appunto il suicidio.

#### Il giovane Girolamo
A parte questo tragico e oscuro evento, dell'infanzia e della giovinezza di Girolamo non è pervenuto quasi niente, se non alcune impressioni dell'Anonimo, suo amico e primo biografo, che lo descrisse così:
(Anonimo. "Vita del clarissimo signor Girolamo Miani gentil huomo venetiano")
Sua nipote Elena Miani di Luca - divenuta monaca col nome di Suor Gregoria - asserì che lo zio "era stato un giovane che haveva dato buon tempo."
Ne traspare quindi il ritratto di un giovane sano e robusto, dal temperamento sanguigno, gaudente frequentatore della splendida vita mondana della Venezia rinascimentale assieme ai suoi coetanei e amici. Tutto il contrario, insomma, del Girolamo cagionevole e spirituale, che don Paolo Maffei esorta a santificarsi nel secolo nella sua Epistola hortatoria, la quale per lungo tempo fece credere agli storici in una precoce vocazione sacerdotale del ragazzo Miani, desiderio stroncato da una lunga malattia e un fisico gracile.  In realtà, si tratta di un semplice caso di omonimia, esacerbato dal fatto che la lettera in effetti risulta senza data, traendo facilmente in inganno: il destinatario, questo "giovane Girolamo Miani", è Girolamo Miani di Marco (1418-1490), zio paterno di Angelo Miani e prozio del santo, il quale effettivamente aveva espresso il suo desiderio di prendere i voti presso il monastero di Santa Maria della Carità.
Sempre dall'Anonimo s'apprende che Girolamo ricevette un'educazione conforme al suo rango di patrizio, impartitagli forse dagli stessi monaci agostiniani di Santo Stefano, dove aveva studiato suo fratello Carlo. Il suo amico e biografo accennò poi a delle situazioni particolarmente difficili affrontate in gioventù, cui però il giovane Miani seppe adattarsi velocemente.
Una volta compiuti vent'anni, il 1º dicembre 1506 Girolamo fu presentato dalla madre Leonora al sorteggio della Balla d'Oro affinché potesse essere ammesso in anticipo al Maggior Consiglio. Da segnalare uno dei suoi padrini, Benedetto Contarini figlio dell'esploratore e ambasciatore Ambrogio Contarini.
L'esito dell'estrazione fu molto probabilmente negativo, se il 10 ottobre 1511 Leonora si ripresentò per confermare il compimento del venticinquesimo anno d'età del figlio, questa volta facendo le veci del giovane, che si trovava alla difesa di Treviso.

### La carriera militare e politica

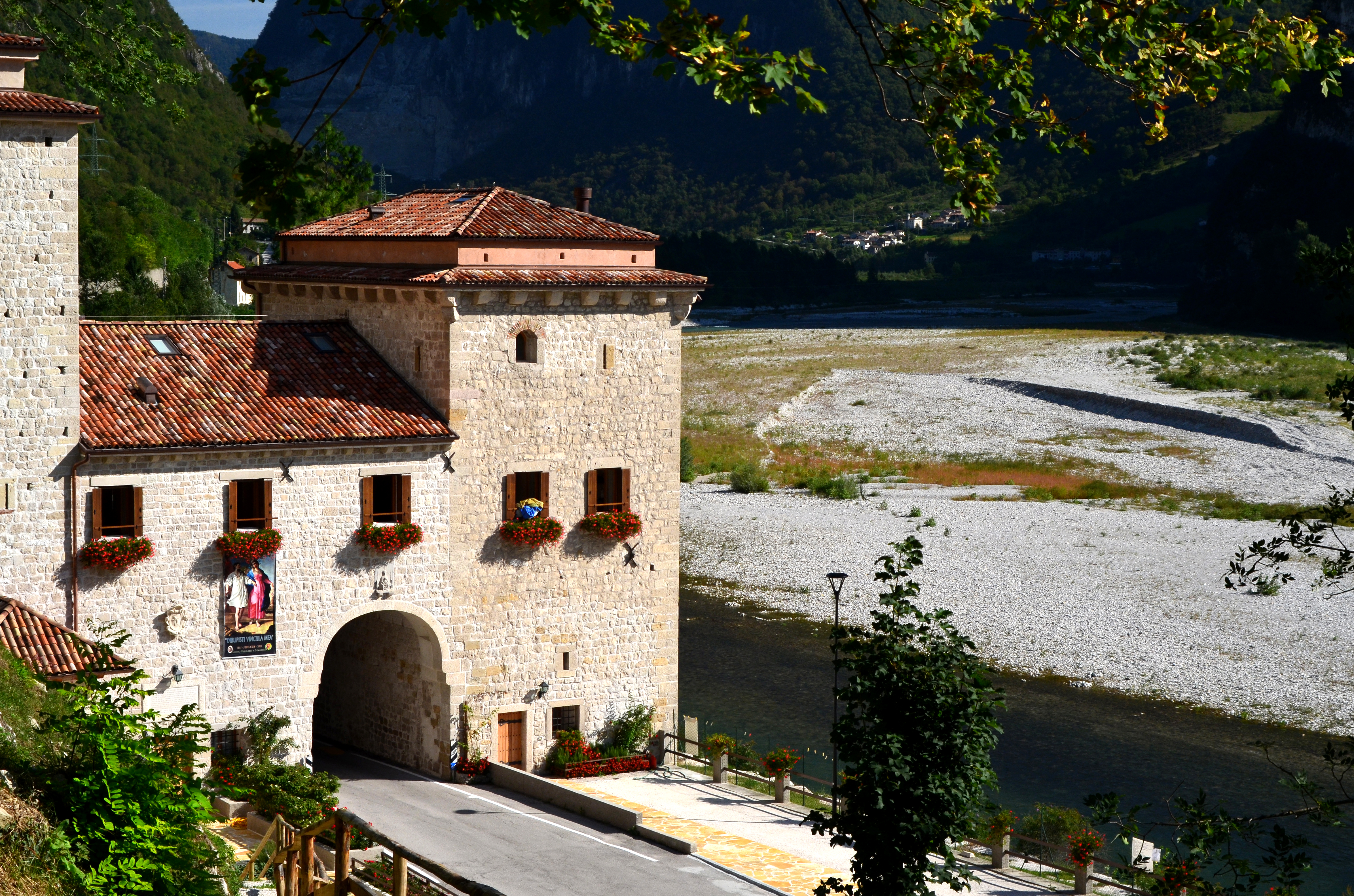
Il castello di Quero

#### Castellano di Quero
Con lo scoppio della guerra della Lega di Cambrai l'intero patriziato veneziano si mobilitò, anche a proprie spese, in difesa della Repubblica di Venezia. A seguito della riconquista di Padova, il 17 luglio 1509, da parte di Andrea Gritti e in vista di un futuro attacco dei Collegati per riconquistare la città, da Venezia partirono all'incirca 300 patrizi volontari soli o con supporto di provisionati.  Luca e Marco Miani figurarono tra costoro, partecipando alla vittoriosa difesa di Padova.
Il 15 dicembre 1509 Luca, dopo la rinuncia di Andrea Contarini, venne eletto castellano al castello della Scala, un forte al confine con la Valsugana e il Sacro Romano Impero.  Arrivato sul luogo il 20 dicembre con cinquanta fanti, iniziò immediatamente i lavori di restauro e di rafforzamento della fortezza, in particolare del rifornimento idrico, che durarono fino all'aprile del 1510, senza smettere d'inviare richieste a Venezia di uomini e rifornimenti. Per aiutare il fratello maggiore, la cui situazione diveniva sempre più critica, nel maggio del 1510 Marco e Girolamo s'attivarono per raccogliere denaro e 50 fanti, quest'ultimi presentati in rassegna dallo stesso Marco a San Zaccaria, prima della partenza, capitanati dal condottiero Domenico da Vicenza. Purtroppo, essa venne continuamente posticipata finché, su insistenza dei fratelli Miani, non ottennero il 28 giugno dal governo veneziano la promessa dell'invio delle truppe ausiliari reclutate. Nel frattempo, il provveditore degli stradioti, Federico Contarini, era riuscito ad introdurre nella fortezza delle vettovaglie; ciò tuttavia non giovò di molto la situazione, rimanendo bloccati i 50 fucilieri assoldati dai Miani a Treviso.
Il 5 luglio 1510, isolato e in numero nettamente inferiore, Luca Miani si trovò ad affrontare un esercito di 13.000 soldati tra imperiali, spagnoli e civili volontari della Valsugana e del Tesino; dopo una giornata d'intensissimo assedio, la fortezza cadde e tutti i difensori superstiti massacrati. Luca, gravemente ferito, su intercessione dei comandanti spagnoli ebbe salva la vita, venne fatto prigioniero e deportato in Trentino. Il 7 novembre 1510 presso il castello della Scala s'effettuò lo scambio di prigionieri, Luca Miani per il capitano trentino Cristoforo Calepin.

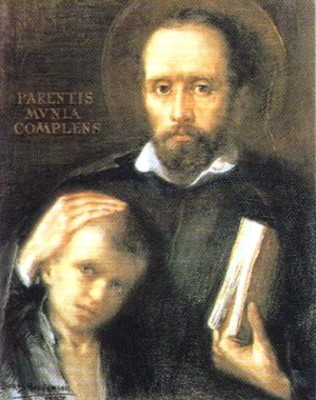
Dipinto raffigurante san Girolamo Emiliani

Tornato a Venezia l'11 novembre del 1510, a causa del braccio destro storpiato e dei debiti forzatamente contratti durante la prigionia, Luca fece richiesta alla Repubblica di eleggere a castellano uno dei suoi fratelli in modo da continuare a ricevere un sostegno finanziario adeguato. Alla quarta votazione la richiesta fu approvata dal Maggior Consiglio che con 7 voti non validi, 435 contrari e 1078 favorevoli il 24 dicembre 1510 conferì a Girolamo il ruolo di castellano al castello di Quero, una fortezza localizzata in posizione strategica lungo il Piave, al confine tra il feltrino e il trevigiano. Nel marzo del 1511 Girolamo raggiunse infine Castelnuovo come reggente. Qualche mese prima era nel frattempo morta la sua sorellastra Cristina.
Contrariamente a suo padre Angelo, però, il giovane castellano non riuscì a guadagnarsi né la stima né il supporto della popolazione locale. Pur dimostrando un notevole spirito d'iniziativa e non risparmiandosi nei lavori di riparazione della fortezza, Girolamo, complice il suo carattere talora impetuoso e collerico, dovette essere ricorso alle maniere forti pur di raccogliere i falegnami, i fabbri, i muratori necessari, arrivando a precettare gli abitanti di Alano e Vas. L'ostilità tra il Miani e i locali degenerò al punto che, il 12 aprile 1511, giunse ai Capi del Consiglio dei Dieci una denuncia da parte di Girolamo, laddove s'esplicava come egli fosse stato fatto oggetto di pubblico insulto. In aggiunta, il castellano notificò i Dieci dell'esistenza di uno scalo abusivo sulla sinistra del Piave, non lontano dal castello e dunque potenziale base di appoggio per le truppe nemiche, rendendo di conseguenza inutile il blocco di Castelnuovo.  Il processo per ingiuria e la distruzione del passo dello Scalon vennero affidati al podestà di Treviso, Andrea Donà "dalle Rose", il quale, in accordo coi Dieci,  preferì sospendere ogni decisione disciplinare e lasciare il passaggio così com'era. Ciò dimostrò, tra le righe, una scarsa fiducia nei confronti del giovane Miani che, acredine a parte tra lui e i locali, aveva al contrario dimostrato oggettività e lungimiranza nel preoccuparsi di quello scalo di contrabbandieri.
Il 10 giugno 1511 giunse l'approvazione del Doge e del Consiglio dei Dieci circa l'accordo di mutuo soccorso tra le cittadinanze di Feltre e Belluno; in collaborazione coi rispettivi podestà - Giovanni Dolfin e Nicolò Balbi - Girolamo intraprese ulteriori opere di consolidamento del castello, provvedendo alla costruzione di una terza torre sulla riva sinistra del Piave.

#### L'attacco a Castelnuovo di Quero
Nell'estate del 1511, l'imperatore Massimiliano, al sicuro nella sua residenza di Trento, aveva impartito disposizioni al comandante francese Jacques Chabannes de La Palice di sfondare il fronte veneziano in Valsugana e nella valle del Piave, mantenendo aperti i passi della Scala e di Castelnuovo per il passaggio delle truppe imperiali. Obiettivo finale dell'Asburgo era infatti la conquista di Treviso, l'unica città veneta a non essere mai caduta in mano nemica fin dall'inizio della guerra cambraica, né ad essersi piegata alle ingiunzioni dell'imperatore, semmai riconfermando, il 10 giugno 1509, la sua fedeltà alla Repubblica e non a torto molti storici collocano la riscossa della Serenissima a partire dal rifiuto di sottomissione di Treviso a Massimiliano. Quest'ultimo, dopo la disfatta di Padova, aveva in più occasioni lasciato credere ai Veneziani di una sua prossima comparsa a capo di un esercito nella Marca Trevigiana, ma i fatti successi dimostrarono che si trattava di una palese messinscena.  Il suo stesso alleato, Luigi XII, nelle sue missive tra l'agosto e il settembre del 1511 a La Palice, lamentava di come Massimiliano non avesse alcuna intenzione di esporsi in prima persona, preferendo dedicarsi all'ozio, ai piaceri e alle battute di caccia, mentre si trincerava dietro roboanti dichiarazioni formali e minacciosi proclami. Ciononostante, il sovrano francese acconsentì al maresciallo d'accettare l'incarico dell'Asburgo e di guidare l'offensiva a Treviso: eliminato quest'ultimo ostacolo, infatti, la via per Venezia sarebbe stata definitivamente libera. Tuttavia l'esercito a disposizione si presentava frammentato sia in termini di logistica (parti delle compagnie si trovavano infatti sparse nel vicentino e nel veronese) sia di coesione interna, detestandosi i tedeschi ed i francesi. Pertanto, complice anche la penuria di viveri, armamenti e dei casi sempre più diffusi di pestilenza, La Palice accantonò momentaneamente l'impresa di Treviso, per focalizzarsi su di un obiettivo più facile, quali Feltre e Belluno.
Dopo il saccheggio di Cittadella, per mano di Pandolfo Malatesta, e la rioccupazione di Asolo, il 25 agosto, la morsa dei franco-imperiali si strinse su Castelnuovo di Quero. In quel tempo, Girolamo disponeva a presidio della fortezza di una cinquantina di soldati, capitanati dai nobili bellunesi Paolo Doglioni, Cristoforo Colle e Vittore del Pozzo e dal condottiere Ludovico Battaglia, detto "Battaglino". Il 26 agosto 1511, venendo meno alla promessa di difendere Castelnuovo e il suo castellano in caso d'attacco, il Battaglino disertò la fortezza e si portò al sicuro sul vicino Miesna, lasciando al proprio destino i difensori. Nel frattempo, La Palice incaricava Mercurio Bua, capitano degli stradioti, di liberare il passaggio di Feltre. Il capitano greco-albanese risalì dunque la Valle del Piave assieme alla sua compagnia, affiancato da una squadra di fanti tedeschi e si appostò nelle vicinanze della fortezza.
Il 27 agosto 1511 Mercurio sferrò l'attacco: in un'imprevista mossa aggirante, egli investì Castelnuovo da nord a sud, cogliendo la guarnigione veneziana alle spalle e tagliandole così la via di ritirata verso Feltre, cosicché ogni possibilità di resistenza ad oltranza venne eliminata. Tzanes Koronaios (Zanetto Coroneo) nel suo poema celebrativo in greco vernacolare narrò che il Bua attraversò a nuoto, e indossando l'armatura, il fiume e poi, seguito dai suoi stradioti, scalò il muro della fortezza, aggirando i difensori e prendendoli di sorpresa. Ciò tuttavia appare assai improbabile, poiché dai Diarii di Sanudo si apprende come il Piave, per via delle incessanti piogge, fosse in piena e pertanto difficile da attraversare perfino utilizzando dei ponti mobili, figurarsi a nuoto. In aggiunta, il Koronaios menziona il principe Rodolfo di Anhalt-Dessau a capo della spedizione, cosa impossibile visto che il comandante tedesco era morto a Verona nel settembre 1510.
Nell'arco della giornata Castelnuovo, malgrado la strenua resistenza, cadde "cum magna occisione hominum": soltanto a Girolamo, a Paolo Doglioni, Cristoforo Colle e ad un quarto militare non identificato venne risparmiata la vita, ponendo il Bua una forte taglia sui due nobili bellunesi. Quanto a Vittore del Pozzo, dopo aver tentato una strenua resistenza sul lato nord della fortezza, riuscì a riparare assieme al resto della sua compagnia a Feltre, da cui spedì corrieri speciali con dispacci per le autorità bellunesi. Anche il Battaglino, notata la manovra a tenaglia sulla fortezza, abbandonò la sua postazione sul Miesna per rifugiarsi a Belluno. Dalle lettere dei podestà di Feltre e Belluno, la notizia della caduta di Castelnuovo li aveva raggiunti all'incirca verso le sette di sera, quando era ormai troppo tardi per intervenire: il Battaglino, infatti, aveva gonfiato le notizie sull'assedio, scoraggiando quindi il Dolfin e il Balbi ad intervenire per prepararsi piuttosto a difendersi. Soltanto l'arrivo dei dispacci di Vittore del Pozzo chiarì la situazione, ma ormai ai due patrizi non rimaneva che trasferire le truppe a Ponte delle Alpi prima e a Serravalle poi, intanto che i Bellunesi nominavano un Consiglio di reggenza per negoziare la resa con l'imperatore. Il Battaglino diede infine ulteriore prova d'indisciplina e di viltà quando, violando gli ordini di Nicolò Balbi che lo definì un "traditore maledetto",  si diresse coi suoi balestrieri a cavallo a Treviso.

#### La prigionia
Nel frattempo, Mercurio Bua, assicuratosi il controllo di Castelnuovo, vi rimase accampato in attesa di ricevere le somme di denaro richieste per il riscatto di Doglioni e di Colle, che riscosse il 2 settembre. La Palice, non ricevendo notizie dal greco-albanese, risalì la Valle del Brenta ed espugnò sia la fortezza della Scala sia Feltre.
Le prime notizie sulla presa della fortezza giunsero a Treviso il 29 agosto, sebbene incerte e contraddittorie, al punto che perfino si confuse Girolamo col fratello Carlo:
(Marin Sanudo. "Diarii", vol. XII)
Fu necessario attendere il 1 settembre per ottenerne di più precise:
(Marin Sanudo. "Diarii", vol. XII)
Intascato il riscatto per i due capitano bellunesi, Mercurio Bua li lasciò in libertà e, conducendo con sé Girolamo, rientrò il 2 settembre all'accampamento di Montebelluna, ignorando il bando di Massimiliano del giorno prima, che impediva sia ai francesi sia agli stradioti (anche quelli al suo soldo come lo stesso Bua) di varcare la linea del Piave e far bottino. All'arrivo di Mercurio al campo, le spie veneziane notificarono prontamente la Signoria sia del ritorno del condottiere da Castelnuovo sia della presenza del Miani tra i prigionieri:
(Marin Sanudo. "Diarii", vol. XII)
Nell'accampamento franco-imperiale il cibo scarseggiava e a causa delle condizioni precarie dei soldati molti dei prigionieri riuscirono a scappare verso Treviso. A seguito di una scaramuccia quasi sotto le mura della città, il 6 settembre Mercurio Bua cadde ammalato (forse per le ferite riportate) e Teodoro Madalo, uno stradiota della compagnia di Emanuele Clada fuggito dal campo, sostenne d'aver visto il Bua trasportato in barella dai suoi soldati a Montebelluna. Di fatti, da allora fin quasi al 14 settembre non si ebbero altre notizie né sul capitano greco-albanese né su Girolamo, per il quale ancora non era stata avanzata alcuna richiesta di riscatto. 

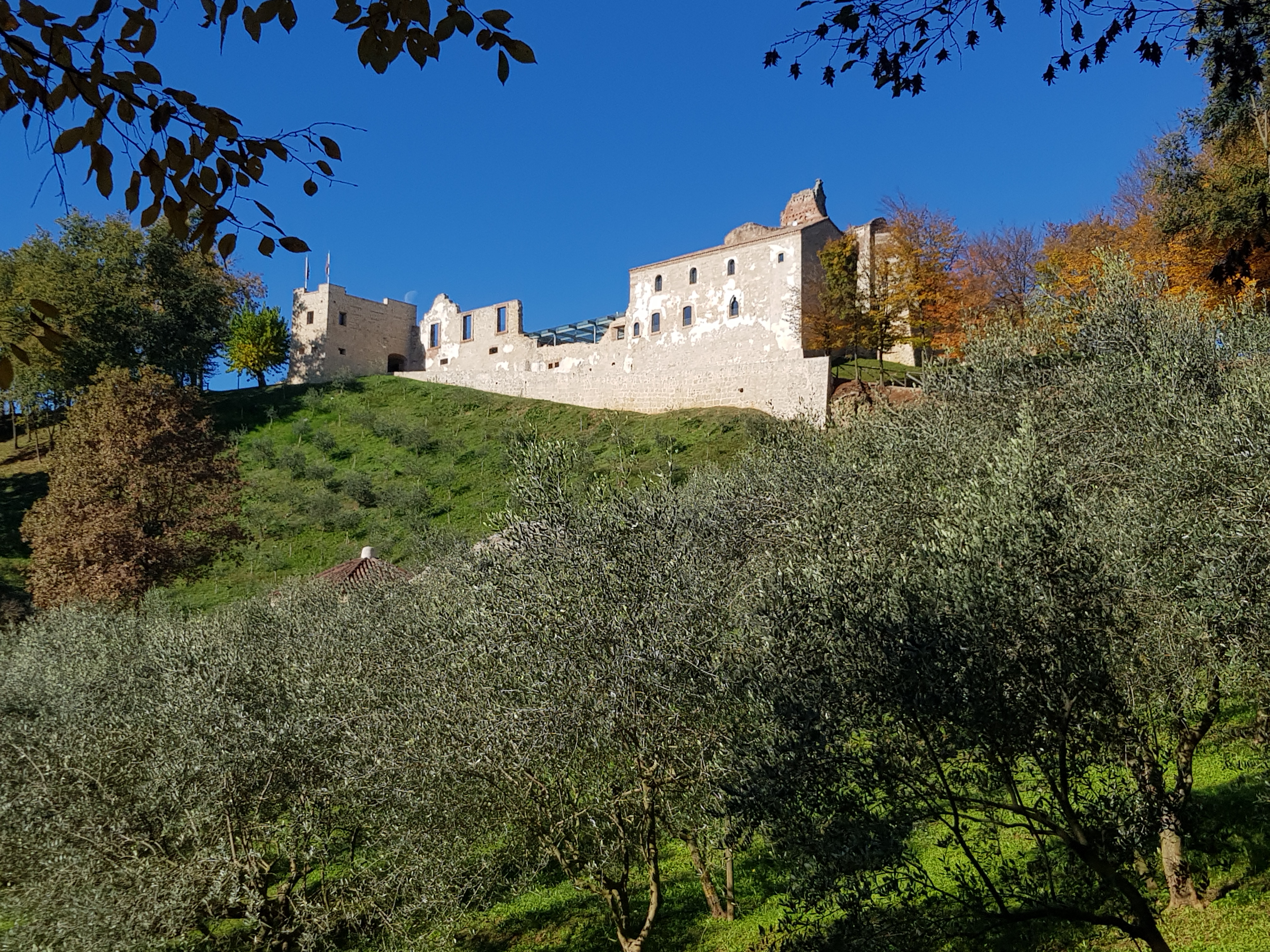
L'Abbazia di Sant'Eustachio a Nervesa della Battaglia, dove alloggiarono i comandanti franco-imperiali

Le tensioni tra francesi e tedeschi nel frattanto salivano, arrivando in più occasioni a provocare risse e disordini. Incominciarono inoltre le prime impiccagioni contro i disertori. Malgrado questi provvedimenti e l'arrivo dell'artiglieria da Vicenza, La Palice non riusciva, infatti, ad imporre il suo comando, ulteriormente indebolito dal secondo bando di Massimiliano, che ribadiva il divieto ai francesi e agli stradioti di attraversare il Piave. Per sbloccare la situazione, il maresciallo decise allora di spostare l'accampamento a Nervesa, alloggiando nell'antica Abbazia di Sant'Eustachio col beneplacito dei conti di Collalto, che di nascosto rifornivano i franco-imperiali di vettovaglie, invitando inoltre La Palice e i suoi comandanti a pranzo nel loro castello di San Salvatore. Anche Mercurio e Girolamo (sempre tenuto sotto strettissima sorveglianza dal condottiere) seguirono il maresciallo a Nervesa.
Il 22 settembre, Fra' Tommaso Patavin, scappato dalla Certosa di San Girolamo occupata dai franco-imperiali, confidò a suo cugino Giovan Battista Patavin, oltre alle sevizie subite per mano dei tedeschi, come Mercurio Bua fosse "in gran poder" nell'accampamento. Il capitano "va vestio d’oro, il chiamano conte. L’imperador li ha donato 3 castelli, zoè Soave e do altri, e lo ha fato suo consier, el qual sta con grande reputatione. Item, lì vien molti di nostri stratioti, venuti di Levante, da lui, e di primi in campo. Lui ordinò il ponte", che, ironia della sorte, servì ai tedeschi per attraversare il Piave alla volta del Friuli, lasciando indietro gli alleati francesi senza cibo e con scarse munizioni. Fra' Tommaso aggiunse poi che Mercurio lo aveva avvicinato, affidandogli una particolare missione (da qui l'ipotesi che la fuga del frate fosse stata magari orchestrata proprio dal Bua). Mercurio infatti "voria che sua mojer, ch’è qui a Venecia, venisse da lui, e la vegneria a tuor con gran scorta, ma esso frate disse, non voler portar tal imbasata".
Questa richiesta da parte del condottiere può far pensare, che forse non aveva deciso di fissare un riscatto per Girolamo appunto perché preferiva scambiarlo con sua moglie Caterina (o Maria) Boccali, residente a Venezia assieme al cognato Teodoro Bua e ai fratelli Emanuele e Costantino Boccali, i quali avevano disertato Massimiliano l'anno addietro per passare al servizio della Serenissima. Bisogna inoltre ricordare come lo zio materno del Miani, Battista Morosini "da Lisbona", fosse in quel periodo consigliere ducale e forse su questa parentela il Bua sperava di far leva per riavere indietro la consorte. In ogni modo, il rifiuto del frate di avanzare la sua richiesta al Senato boicottò il progetto del capitano.
Tra il 26 e il 27 settembre, La Palice, dopo aver inviato un ultimatum alle truppe tedesche in Friuli, spostò l'accampamento da Nervesa a Torre di Maserada, non senza aver dato una prova di forza a Treviso, presentandosi in parata con tre squadroni ad un tiro di balestra sotto le sue mura, nello specifico a porta San Tommaso e porta Santi Quaranta. Gli assediati risposero immediatamente inviando contro La Palice tutti gli stradioti ed i balestrieri della compagnia di Vitello Vitelli Uno scontro particolarmente cruento tra il terzo squadrone di gendarmi francesi e gli stradioti persuase il maresciallo a trasferire nuovamente il campo a Breda di Piave.

#### La miracolosa liberazione

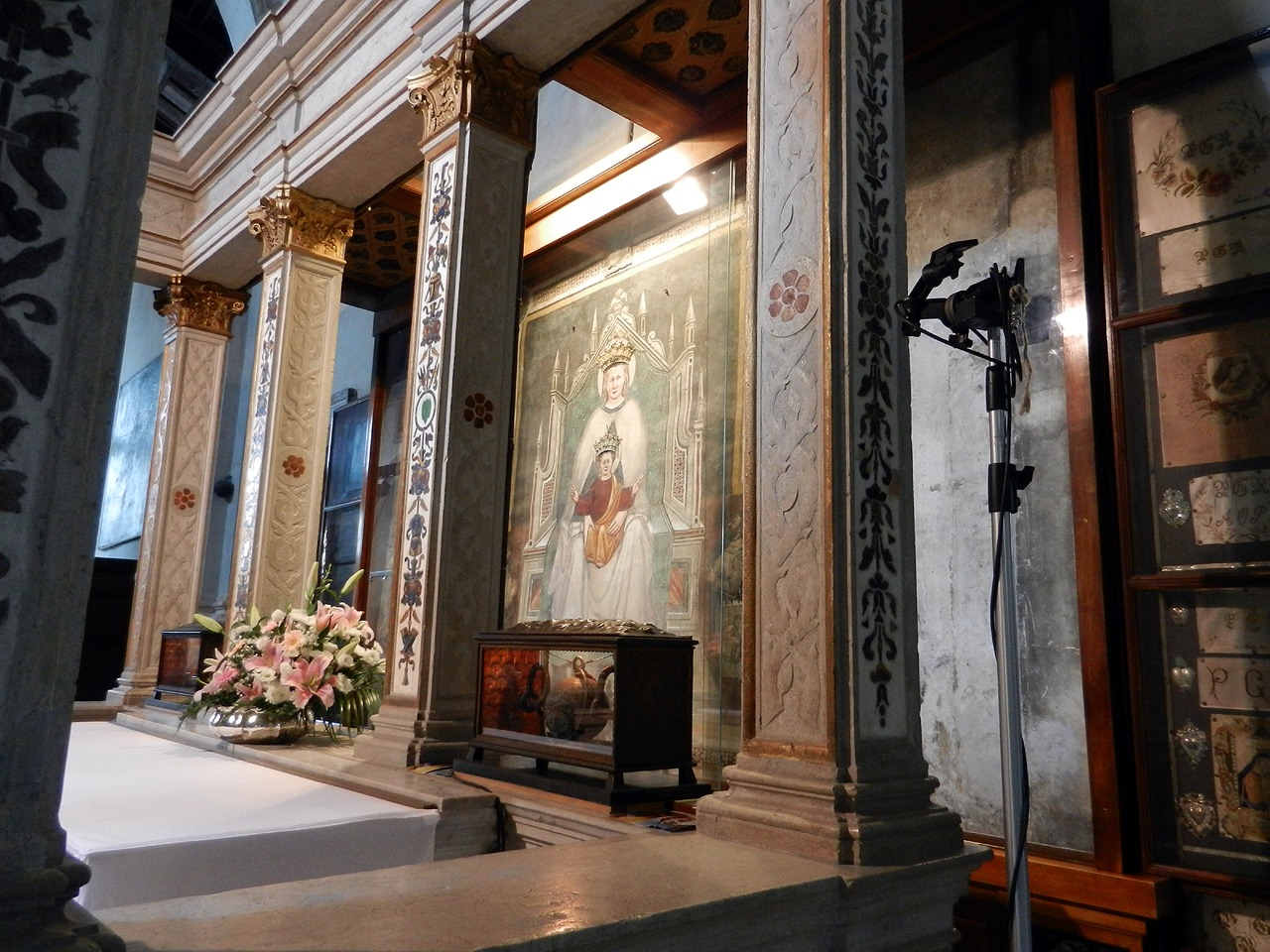
L'affresco della Madonna Grande di Treviso e la teca con le catene della prigionia del santo

Alle due di notte, mentre si trovava ancora nella sistemazione provvisoria di Torre di Maserada, Girolamo riuscì a scappare dal padiglione di Mercurio Bua e ad allontanarsi dall'accampamento nemico. Di questa fuga si hanno ben quattro versioni e tutt'altro che esaurienti: le prime tre provengono da Leonardo Giustinian e da Gian Paolo Gradenigo, provveditore generale di Treviso; la quarta si trova nel Quarto Libro dei Miracoli e, stando allo scrivano, venne narrata dallo stesso Miani.
Il primo a scrivere dell'arrivo di Girolamo a Treviso fu Gian Paolo Gradenigo, in una missiva datata 28 settembre, a mezzogiorno:
(Marin Sanudo. "Diarii", vol. XII)
Cui aggiunse, qualche mezzora più tardi, il seguente post scriptum:
et ha caminato tuta questa note; dice, nel pavion di Mercurio Bua aver inteso che, poi zonti sarano li todeschi in campo, quali è in la Patria, voleno venir a questa impresa di Trevixo [...]»
(Marin Sanudo. "Diarii", vol. XII)

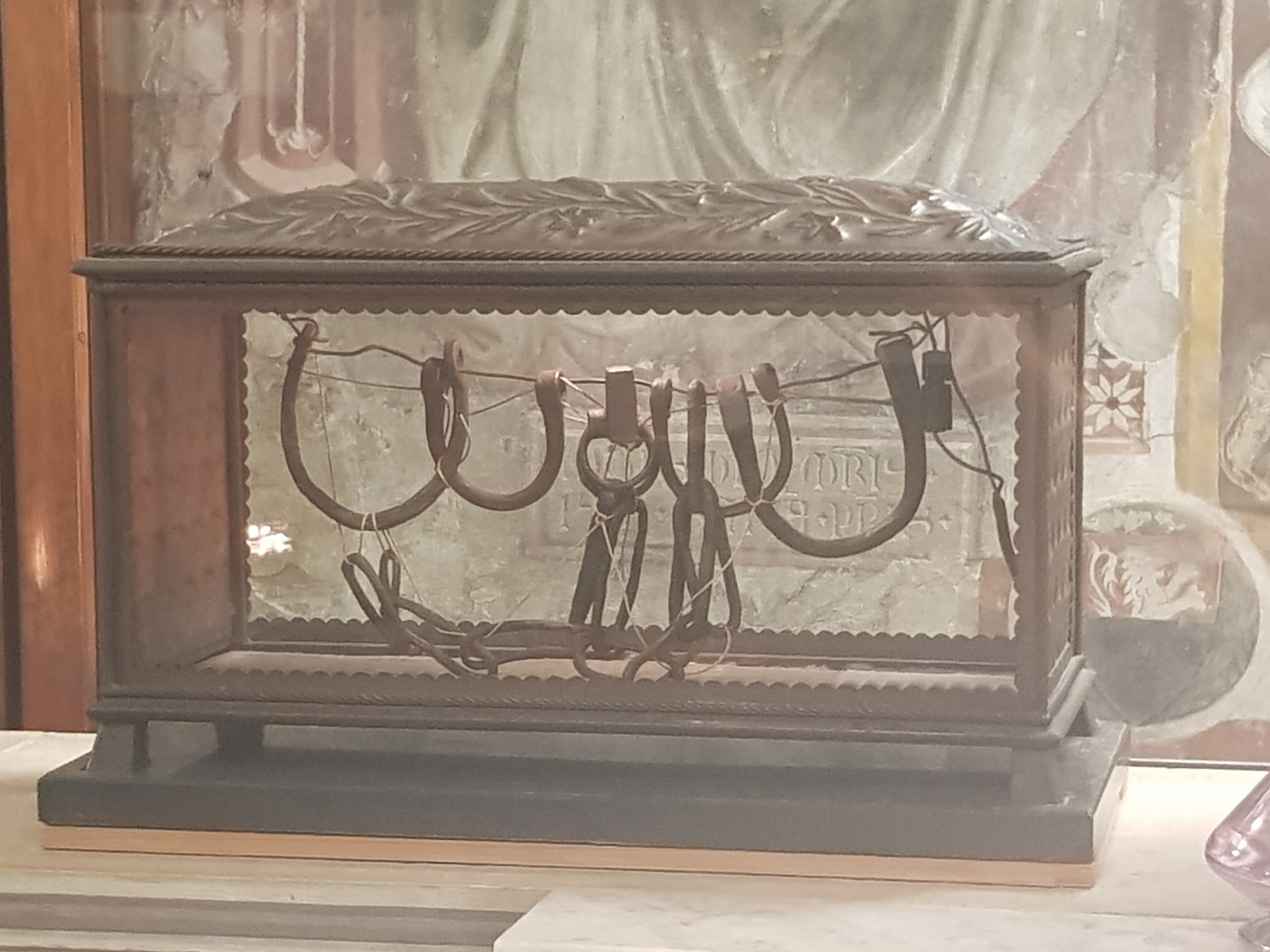
Le catene

Alle dieci di sera scrisse invece Leonardo Giustinian, lettera giunta ai suoi fratelli a Venezia nella serata del 29 settembre:
(Marin Sanudo. "Diarii", vol. XII)
Da quanto appreso dal fuggitivo, Girolamo aveva subìto fino a quel momento una cattività assai rigorosa, sorvegliato a vista dal capitano greco-albanese che lo teneva ostaggio nel suo padiglione e rendendo di conseguenza la sua fuga ancora più impressionante agli occhi dei suoi concittadini. Inoltre, il Miani era scappato di notte ed in condizioni tutt'altro che ottimali: a parte la debilitazione fisica per il mese di prigionia, il novilunio era caduto il 24 settembre e il primo quarto di luna non sarebbe sorto fino al 1 ottobre, togliendo ogni visibilità notturna; senza contare la bassa pressione in Veneto, che con settimane intere di piogge torrenziali aveva allagato la campagna circostante e reso le strade ed i sentieri impraticabili o quasi per via del fango. 

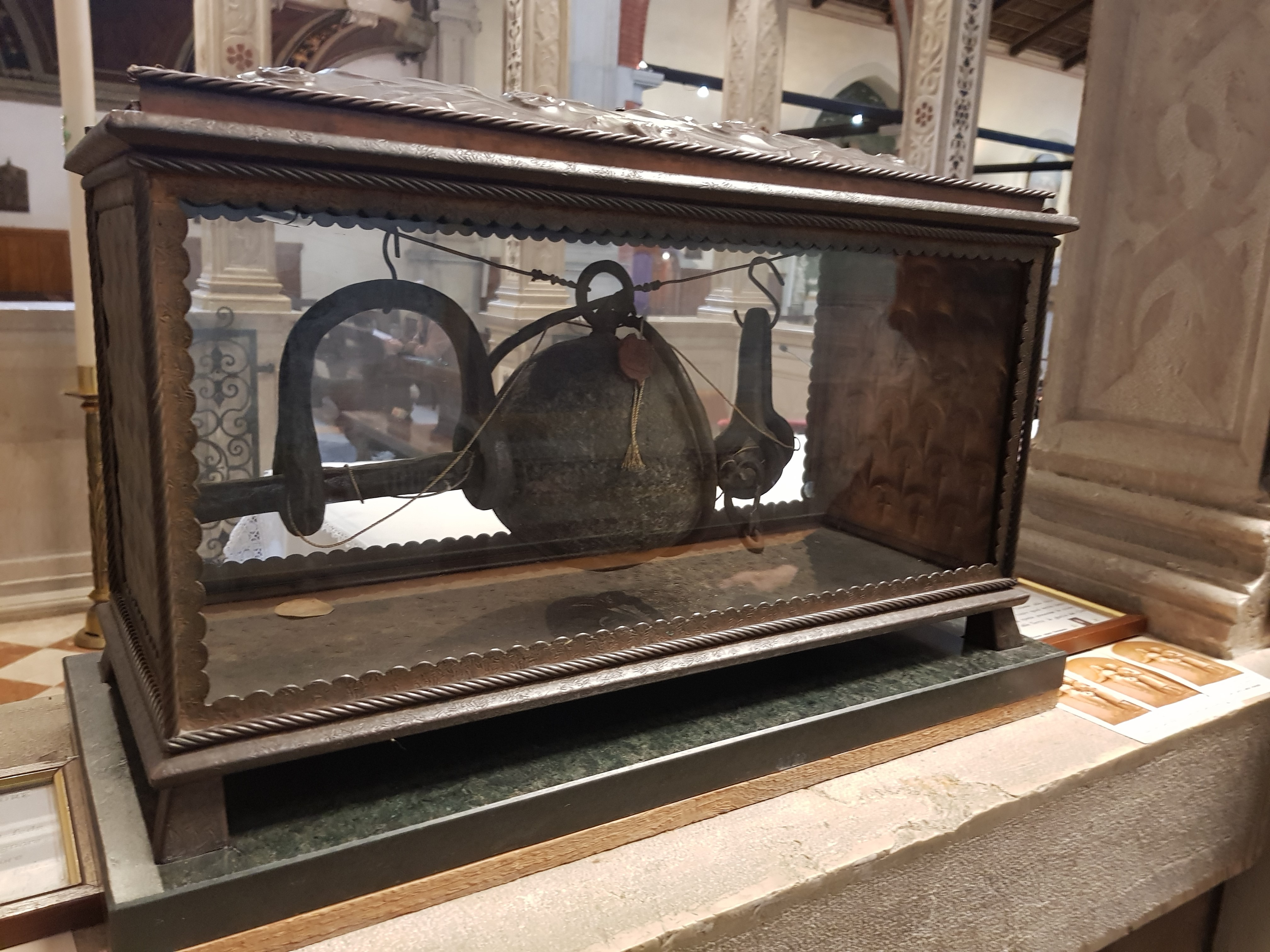
La palla di marmo e le manette

A questo s'aggiunse anche la durata della fuga, che Leonardo Giustinian calcolò di una, massimo due ore: Girolamo, infatti, aveva abbandonato Maserada verso le due di notte e già alle tre/quattro del mattino si trovava a Treviso, suscitando l'ovvia perplessità dello stesso Leonardo, che dilatò le tempistiche, non credendo tale impresa possibile. Sebbene la distanza non fosse in realtà così grande - a malapena 10 km - bisogna ricordarsi del fisico provato del giovane, della quasi nulla visibilità e della difficile viabilità delle strade, che sicuramente in altre circostanze avrebbero allungano la marcia notturna a più di un paio d'ore. Se poi si vuol mantenere la narrazione tradizionale, che il Miani giunse a Treviso in catene, bisogna tener conto anche del loro peso: la sola palla di cannone al collo, infatti, pesava da sola 5 kg. Decisamente impossibile che vi avesse impiegato così poco tempo.
Infine, ai due patrizi veneziani rimase oscuro il dettaglio dell'entrata fisica di Girolamo a Treviso: in quei giorni, l'alba sorgeva verso le 5:30 circa, ma il Miani era giunto quasi un'ora prima, dunque in un orario in cui era vietato aprire le porte cittadine e di fatti l'ultima missiva a Venezia era stata inviata verso la mezzanotte, per poi sbarrare ogni ingresso fino al mattino seguente. Eppure, qualcuno aveva contravvenuto agli ordini del provveditore Gradenigo e aveva aperto la portella, facendo ugualmente entrare Girolamo il quale, in teoria, avrebbe dovuto attendere almeno fino all'alba. Su questo punto si potrebbe supporre di un intervento del fratello Marco Miani, visto che si trovava anch'egli alla difesa di Treviso e che il Castello da lui presidiato non distava tanto da porta Altinia. Questo però se si scarta porta San Tommaso, tradizionalmente indicata quale luogo d'arrivo di Girolamo. Inoltre, Leonardo Giustinian scrisse che al Miani "gli fu aperto": se ad aver dato l'ordine fosse stato Marco, non sussisteva alcun motivo di usare la forma impersonale.
Per quanto prodigiosa, né Giustinian né Gradenigo indagarono oltre sulla fuga di Girolamo, chiarendo questi punti assai strani, molto probabilmente a causa della pressione dell'imminente assedio e anche perché il Miani per primo non accennò, almeno in quella circostanza, ad alcun intervento sovrannaturale. Nella Vita, la sua prima biografia scritta dall'Anonimo, quest'episodio è di fatti mancante così come nelle altre cronache coeve, scritte da Pietro Bembo, Luigi da Porto, Bartolomeo Zuccato, ecc., che si sono focalizzate più sull'assedio di Treviso e sulla guerra cambraica in generale, che sulla liberazione del Miani.  Molto probabilmente Girolamo si confidò soltanto con la sua famiglia: al processo di beatificazione, infatti, un discendente di suo nipote Angelo e altri membri della famiglia Miani narrarono nelle loro testimonianze l'episodio della fuga, confermando l'intervento divino della Madonna.
Secondo p. Lorenzo Netto, bisognò attendere almeno la fine del conflitto, quindi a partire dal 1516, per sentir parlare di "miracolo" al di fuori della cerchia familiare. Girolamo, ritornato al suo ruolo di castellano di Quero, avrebbe per allora avuto il tempo a sufficienza sia di riflettere su quanto avvenuto, sia di recarsi di persona al santuario di Santa Maria Maggiore e lì adempiere al voto, lasciando le manette, le cavigliere e una palla di marmo in memoria della sua miracolosa liberazione. Durante la prigionia Girolamo si era infatti avvicinato alla preghiera e la notte della fuga, incatenato e accollato da una palla di marmo, aveva fatto un voto alla Madonna Grande di Treviso supplicandola di ricevere la libertà; la Vergine gli era allora apparsa e, consegnategli le chiavi della prigione, lo aveva aiutato ad evadere in silenzio dal campo.. Raccolte le catene della prigionia Girolamo era stato infine guidato dalla Madonna verso Treviso.
Ritrovandosi messer Girolamo Miani, ginthilomo veneto, provededor in Castel Novo de Friulo con 300 fanti, fo circundato da uno grande exercito della armata cesarea. 
Non si volendo render, dappoi dato molte bataglie, fu preso lo castello, et tagliati tutti gli homeni a pezi, lo provededor fu posto in cepi in un fondi di torre. 
Facendo la sua vita in pan et aqua, essendo tuto afflito, et mesto, per la mala compagnia li venia fatta, et tormenti dati, havendo sentito nominar questa Madona di Treviso, con humil cor a lei se aricomanda, prometendo visitar questo suo loco miraculoso, venendo discalzo, in camisa, et far dir messe. 
Statim li apparve una donna vestita de bianco, havendo in man certe chiave, et li dixi: "tolli queste chiave, apri li cepi et torre, et fuge via."
Et bisognando pasar per mezo lo esercito de soi inimici, et no sapendo la via di Treviso, si ritrovava molto di mala voglia. Iterum si ricomandò alla Madonna, et la pregò che gli desse aiuto a insire dello exercito con la vita, et gli insegnasse la via di venir qui. 
Et statim la Madonna lo pigliò per man, et lo menò per mezzo gli inimici che niuno vide niente: et lo menò alla via di Treviso, et come puote veder le mura della terra disparve.
Et lui proprio contò questo stupendo miraculo. 
Et per haver mantenuto la fede alla sua patria Veneta et haver combatuto virilmente, et per forza esser stato preso, fo confirmato Signor per altri 30 anni in quel castello, dappoi ricuperato dalla Signoria Veneta»
(dal Quarto Libro dei Miracoli)

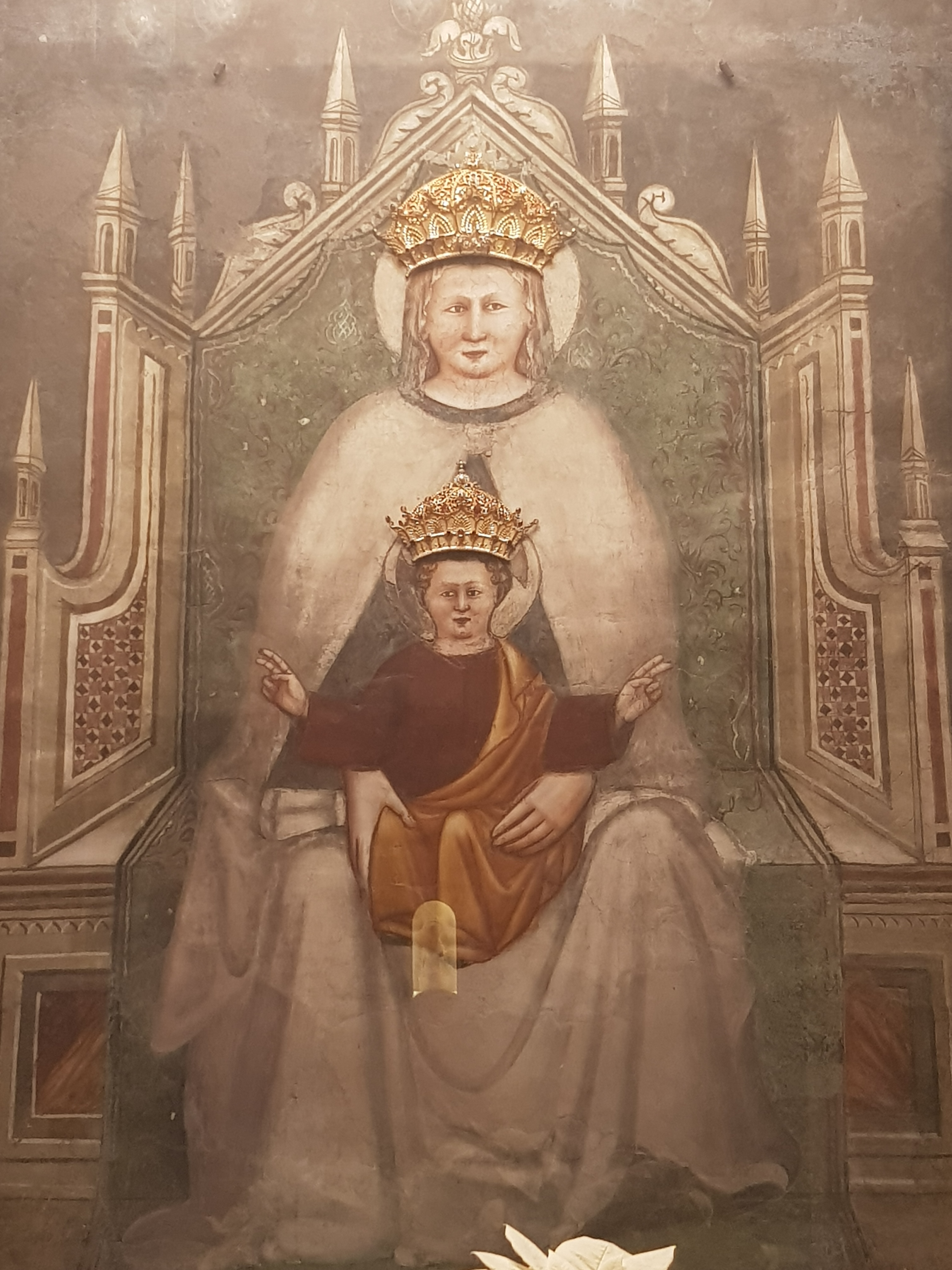
L'affresco della Madonna dei Miracoli

Dalla sua testimonianza, registrata col titolo "miracolo n. 61", appaiono alcune discrepanze rispetto alle vicende riportate nel Sanudo: ad esempio, Girolamo ricopriva il ruolo di castellano, non provveditore; Castelnuovo si trovava a Quero e non in Friuli; la guarnigione di quest'ultima era composta da 50 e non 300 soldati, ecc. Questi errori, tuttavia, non sono imputabili né a Girolamo né al sacrista, bensì al fatto che, nella notte del 29 dicembre 1528, il santuario di Santa Maria Maggiore venne pesantemente danneggiato da un incendio e gran parte dei suoi documenti persi tra le fiamme (tra cui la chiave donata a Girolamo dalla Madonna). Molto venne riscritto quindi o a memoria o agiograficamente, tra cui appunto il racconto originale del Miani. Queste incongruenze, pertanto, collocano l'adempimento del voto tra il 1516 e il 1528, quando ormai Girolamo aveva deciso di intraprendere un nuovo percorso di vita.
La sostanza, però, non cambia: al momento della sua liberazione, Girolamo si ritrovava effettivamente prigioniero, sotto stretta sorveglianza che, assieme ai ceppi, gli precludeva ogni possibilità di fuga. Alcuni dettagli, poi, concordano con i Diarii : ad esempio, ambedue le fonti narrano come Castelnuovo venne espugnata con la forza, difendendola Girolamo fino all'ultimo; la Madonna scomparve non appena Lei e Girolamo scorsero le mura cittadine e nelle cronache sanudiane è confermato che il Miani arrivò da solo. La Vergine Maria si presentò a Girolamo vestita di bianco, descrizione che combacia perfettamente con le previe apparizioni mariane presenti nei Diarii, avvenute a Venezia il 20 giugno 1509 e il 9 marzo 1510 a Motta di Livenza.
La reticenza di Girolamo di divulgare immediatamente il miracolo ai suoi concittadini ha indotto alcuni storici a teorizzare, che non soltanto la sua liberazione non corrispose ad un miracolo ma che fu anzi pianificata. La tesi più popolare è che sia stato lo stesso Mercurio Bua ad aver favorito la fuga del Miani, basandosi sulla richiesta del greco-albanese di ricongiungersi alla moglie rimasta a Venezia. Se il piano iniziale di uno scambio era fallito (per via del rifiuto di Fra' Tommaso Patavin, "ambasciatore" improvvisato), il Bua avrebbe allora rilasciato Girolamo per guadagnarsi la benevolenza della Serenissima, in prospettiva di una futura defezione dalle truppe imperiali. Questa teoria possiede argomenti certamente validi, pur tuttavia non considera che Mercurio passò al servizio della Repubblica non prima del 1513, quindi troppo tempo dopo la fuga per ricordarsene, e soprattutto che Girolamo, appena riottenuta la libertà, non esitò per un istante a rivelare a Gian Paolo Gradenigo sia l'ubicazione dell'accampamento nemico sia del suo piano d'attacco . Un prezzo troppo alto da pagare per un semplice atto d'interessata generosità, anche per uno spregiudicato condottiere come Mercurio Bua. Infine, Girolamo non menzionò mai di un accordo tra lui e il condottiere né quest'ultimo rivendicò mai alcun ruolo nella liberazione del patrizio veneziano. I verbi utilizzati nei dispacci parlavano chiaramente di una fuga in piena regola.

#### L'assedio di Treviso
Ragguagliato il provveditore generale sulle informazioni carpite durante la prigionia, Girolamo decise di rimanere a Treviso e partecipare alla difesa della città, essendo ormai imminente l'attacco dei franco-imperiali e il numero di difensori assottigliatosi a causa della pestilenza, che aveva ammorbato quasi 1500 soldati e costretto molti patrizi a rientrare a Venezia, tra cui Alessandro Pesaro, Aurelio Michiel, Vincenzo Salamon, i fratelli Vincenzo e Alvise da Riva e Nicolò Trevisan, cognato di Marco Miani. Anche il capitano Vitello Vitelli s'ammalò i primi di ottobre di febbre e di un "catarro terribilissimo", oltre ad esser calciato dal cavallo sulla coscia, costringendolo in letto. Probabilmente Girolamo venne assegnato accanto al fratello Marco alla custodia del Castello vicino a porta Altinia, lo stesso che il loro trisavolo Giovanni Miani aveva espugnato quasi un secolo e mezzo prima.
Il 5 ottobre, a qualche giorno prima dell'attacco, Marco venne contagiato da un "grandissimo mal", assieme ad Alvise da Canal, Andrea Minio e lo stesso figlio del podestà, Nicolò Donà.  Interessantemente, sia Marco Miani sia Andrea Minio, come Nicolò Trevisan e Alvise da Riva, appartenevano al gruppo di patrizi al presidio del Castello, da cui "tutti scampa per esser lì uno pessimo aiere: la causa è per il tenir in colmo le aque qual va per tutto il castello ditte aque, e lì rimane morte" , il che potrebbe ricondurre questa pestilenza ad un caso di febbri malariche. Questa situazione impedì a Gian Paolo Gradenigo e al podestà Andrea Donà di trovare dei sostituti: pur avendo pensato di ricollocarvi Sebastiano Badoer e Bartolomeo da Mosto, loro per primi rinunciarono a tale iniziativa, poiché già si erano prefigurati un rifiuto da parte dei due patrizi. "E si questo non era" - prosegue Sanudo - "lui si aria oferto, e tutti chi è stà in castello son sta amalati": questo tentennamento di Gradenigo di trasferirsi al Castello conferma la gravità del contagio.
Contemporaneamente, il 5 ottobre venne proclamata a Roma, nella basilica di Santa Maria del Popolo, la Lega Santa, una nuova alleanza in chiave stavolta antifrancese, tra il papa Giulio II, la Repubblica di Venezia, Ferdinando II d'Aragona e i cantoni Svizzeri (Enrico VIII d'Inghilterra vi aderì il mese successivo).  L'8 ottobre incominciò l'assedio: la città era difesa da 4554 provvisionati, spalleggiati dall'artiglieria posizionata lungo l'intero perimetro delle mura, mentre i cavalleggeri di Vitello Vitelli e gli stradioti compivano incursioni notturne per catturare i vettovagliamenti dei nemici. Il 10 ottobre scoppiò l'ennesimo acquazzone che impedì agli assedianti di spostare le artiglierie e il 12 ottobre i Veneziani incominciarono a bersagliare i tedeschi ed i francesi accampati lungo il Sile ed i tedeschi, rimasti ben presto sprovvisti di polvere da sparo e di palle di cannone. La Palice, scoraggiato a causa delle continue ed ingenti perdite di uomini e artiglieria, diede ordine di cessare il fuoco e decretò che la città era troppo ben fortificata e dunque imprendibile. Il 14 ottobre i franco-imperiali tolsero l'assedio e il 15 ottobre Treviso uscì ufficialmente vincitrice dallo scontro.
S'ignora purtroppo quale specifico ruolo ricoprirono i fratelli Miani durante l'assedio; ad un certo punto Marco superò la malattia che l'aveva colto all'inizio del mese e ad assedio finito si recò in veste di provveditore a Belluno, riconquistata il 26 ottobre, dove ragguagliò la Signoria che Massimiliano, per il "gran disturbo" a causa della Lega Santa, s'era diretto con 50 cavalli ad Innsbruck per indire una dieta, assieme allo scomunicato cardinale Federico Sanseverino, uno dei più ferventi sostenitori, nel Concilio di Pisa, della deposizione Giulio II in favore di Bernardino López de Carvajal.
Quanto a Girolamo, egli non seguì suo fratello, ma rimase a Treviso. Il 9 dicembre 1511, nella chiesa di San Giovanni Battista del Dom, il Miani fece da padrino per Girolamo Giuseppe, figlio di Donato Cimavin, mugnaio: "baptizatus fuit Hieronimus Joseph filuis ser Donati Cimavin molendinarii. Compatres fuerunt dominus magnificus Hieronimus Aemilianus q. d.ni. Angeli patritius venetus et castelanus Castri Nuovi de Quero." Questo battesimo testimonia quindi, oltre all'impegno militare di Girolamo, anche ad uno religioso e sociale nella vita cittadina.

#### Altri incarichi militari
Il 28 ottobre 1512 Girolamo tentò di essere eletto provveditore a Romano, senza però successo. Il 24 ottobre 1513, stando alla testimonianza di suo fratello Marco, il Miani si trovava alla difesa di Padova, sotto il comando del parente Cristoforo Moro, mentre i fratelli Carlo e Luca, malgrado quest'ultimo fosse rimasto invalido, a Treviso..
(Marin Sanudo "Diarii" vol. 17)
Nel 1514 moriva la madre Leonora Morosini: la parte di Girolamo, più cospicua rispetto a quella dei fratelli, corrispose ad una serie di gioielli, stoffe preziose, dei campi a Fanzolo e due case nella contrada di Sant'Anzolo. Nello stesso anno si celebrarono i matrimoni del fratello Luca Miani con Cecilia Bragadin, vedova di Vincenzo Minotto, e della nipote Leonora da Molin con Francesco Bragadin, fratello di Cecilia. Poco dopo le nozze, Luca riprese il ruolo di castellano a Quero, mentre Carlo tornò all'attività forense. Quanto a Marco, egli seguì di persona in Quarantia il processo al biscugino e conte di Sebenico Giovan Francesco Miani, accusato di omicidio e prosciolto soltanto nel 1516.
Girolamo, invece, si arruolò tra i cavalleggeri di Nicolò da Pesaro, affiancando il provveditore Giovanni Vitturi, genero di Cristoforo Moro. Il Vitturi era impegnato in operazioni militari a sostegno delle popolazioni friulane, insorte contro gli occupanti imperiali; nel mezzo di una di queste inviò a Girolamo Savorgnan, che si trovava presso Marano, proprio il Miani con un suo anello come contrassegno per lo spostamento delle truppe.
(Girolamo Savorgnan, lettera del 18 giugno 1514)
(Marin Sanudo. "Diarii", vol. 18)
La mattina del 21 giugno Girolamo giunse infine all'accampamento del Savorgnan, seguendo poi quest'ultimo e le sue fanterie al nuovo campo a San Gervasio. Non si sa con certezza quanto a lungo il santo militò in Friuli; certamente ritornò a Venezia per un breve periodo, avendo infatti presentato il 29 novembre 1514 la sua dichiarazione della redecima .

### La conversione
Terminato il suo servizio in cavalleria e dopo aver concorso l'8 giugno 1516 alla Quarantia Civil Nova e non essere stato eletto Girolamo tornò al castello di Quero. A Quero ci rimase fino al 1527, ma nel frattempo si recò più volte a Venezia, in particolare nel 1523 in seguito alla morte del doge Antonio Grimani fu estratto a sorte dal Maggior Consiglio nel primo gruppo di trenta uomini che concorreva al complicato processo di elezione del doge.
In seguito alla morte del fratello Luca, Girolamo si trovò ad accudire i suoi tre nipoti. In questo periodo la sua vita subì una svolta radicale, Girolamo ormai quarantenne, fece nuove amicizie e recuperò la pratica religiosa con particolare devozione al crocefisso. Si affidò inoltre alla guida spirituale di un sacerdote ed eseguì esercizi spirituali analoghi a quelli successivamente proposti da Ignazio di Loyola.

### Le opere di carità

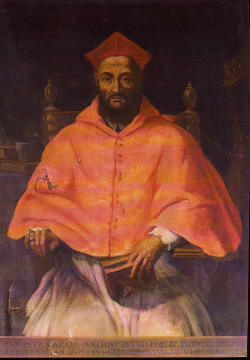
Gian Pietro Carafa, futuro papa Paolo IV, in abiti cardinalizi

Ormai allontanatosi dalla vita pubblica nel 1527 Girolamo iniziò a prestare servizio all'ospedale degli Incurabili, fondato cinque anni prima da Gaetano Thiene e nel quale in quel momento risiedeva il vescovo di Chieti Gian Pietro Carafa, fuggito dalla sua diocesi in seguito al sacco di Roma del 1527. Nel 1528 l'Italia fu colpita una grave carestia, in particolare nella Repubblica di Venezia gli abitanti dei domini di Terraferma venuti a conoscenza delle migliori condizioni di Venezia iniziarono a riversarsi nella capitale. Per contribuire ad alleviare tale situazione, il Miani continuò la sua opera di volontariato spendendo tutto il denaro che possedeva per l'assistenza agli affamati e per la fondazione dell'ospedale dei Derelitti, dove in particolare si dedicava alla cura e all'istruzione religiosa e lavorativa degli orfani. Per Girolamo è fondamentale mantenersi in relazione con i rappresentanti della Chiesa, tra cui Gaetano di Thiene e il vescovo Gian Pietro Carafa, suo confessore e futuro Papa Paolo IV. Il rapporto con loro segnerà in modo notevole la sua vita spirituale, convincendolo a proseguire nella carità.

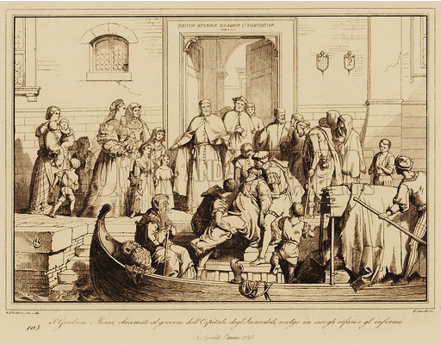
Artisti vari, San Girolamo Miani chiamato al governo dell'Ospitale degl'Incurabili, accolge in esso gli orfani e gl'infermi

Il 6 febbraio 1531 lascia definitivamente la casa paterna, sostituisce gli indumenti patrizi con un saio grossolano e va a vivere nella zona di San Rocco, in un pianterreno d'affitto, con un gruppo di trenta ragazzi di strada cui impartisce istruzione di base e formazione cristiana. Assume maestri artigiani creando una scuola di arti e mestieri per insegnare ai ragazzi diversi tipi di lavoro per guadagnarsi il pane. Il suo principio pedagogico è "preghiera, carità e lavoro", partecipazione e responsabilità, affinché ognuno prenda in mano le redini della propria vita e non sia un parassita nella società. Tra il 1532 e il 1533 costituisce la prima comunità a Bergamo sotto la guida di padre Agostino Barili; nel 1534 costituisce una comunità a Somasca.

### L'ordine dei chierici regolari di Somasca

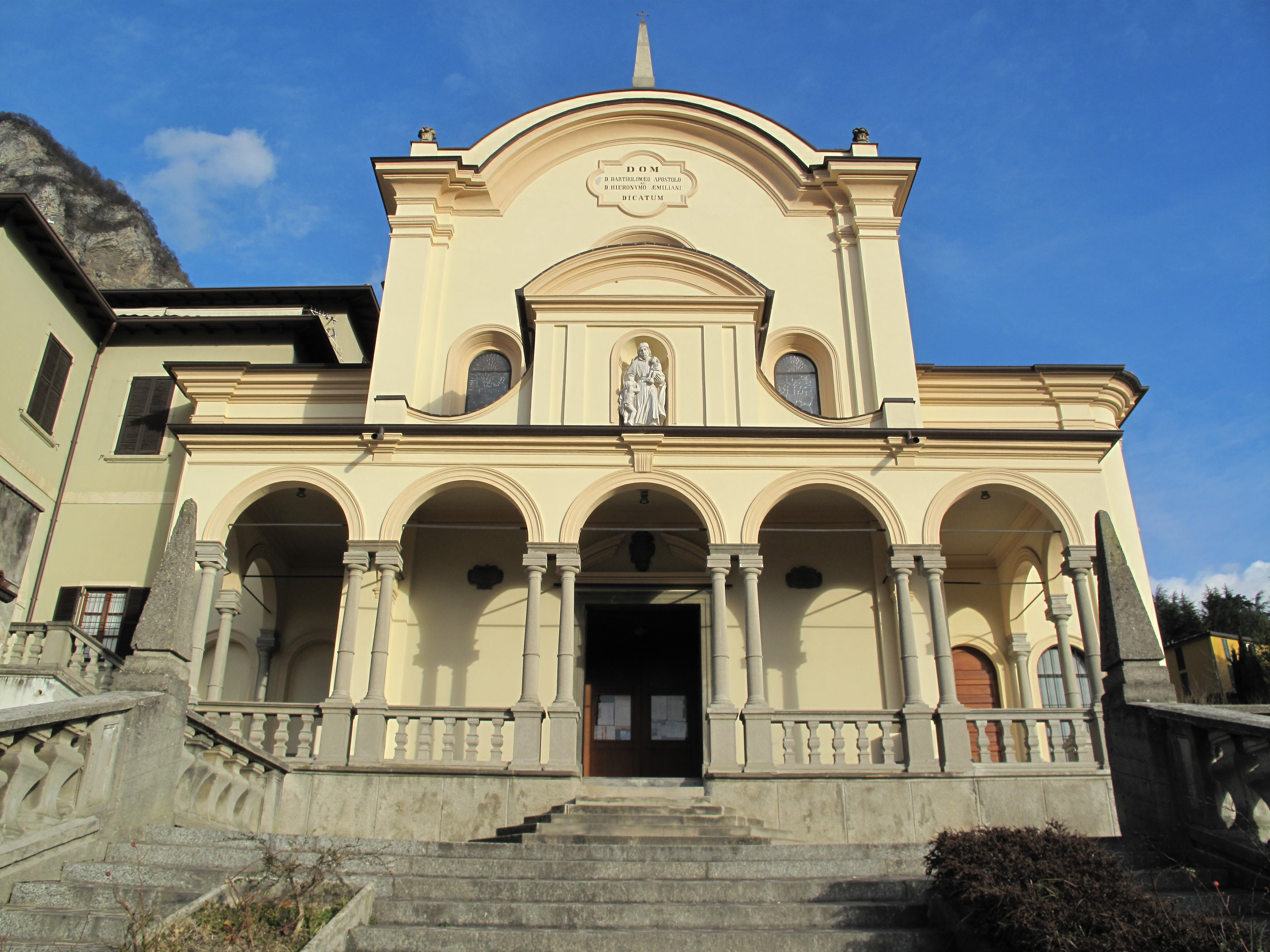
La facciata del santuario di San Girolamo Emiliani

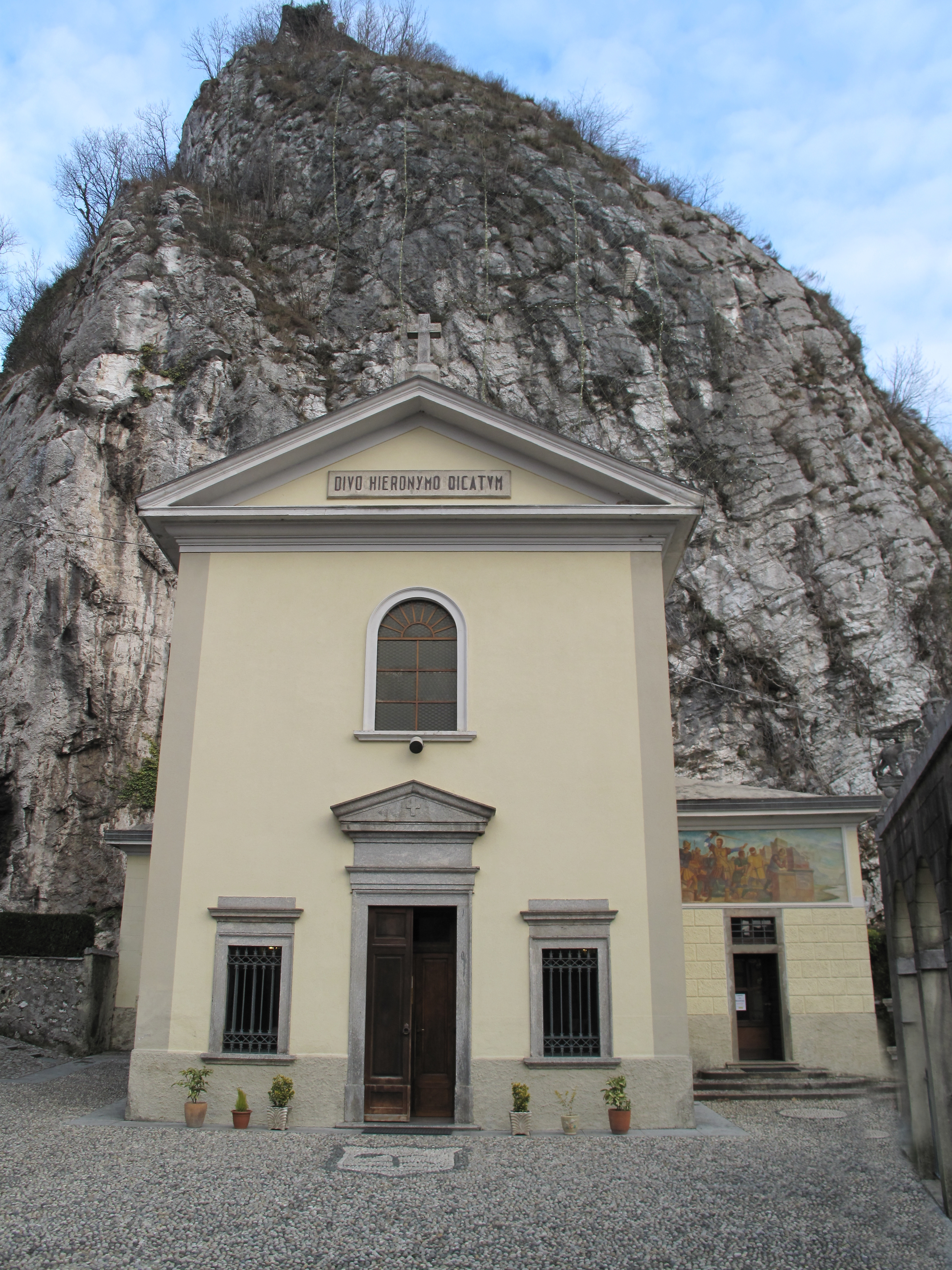
La chiesa di San Girolamo Emiliani sul Sacro Monte di Somasca.

Da Milano Girolamo fa alcune puntate a Pavia e a Como, per fondarvi nuove opere di carità. Come già altrove anche in queste città coinvolge molte persone, sacerdoti e laici. Poiché il numero dei collaboratori aumenta, Girolamo darà a questo gruppo un'organizzazione, scegliendo per loro il nome programmatico di "Compagnia dei Servi dei Poveri di Cristo". La nuova famiglia religiosa sarà approvata da papa Paolo III nel 1540; successivamente papa Pio IV la eleverà a Ordine Religioso, con il titolo di Ordine dei Chierici Regolari di Somasca o Padri Somaschi.
Girolamo arriva nella Valle San Martino (poco distante da Lecco) alla ricerca di un luogo per la sua Compagnia. Nei dintorni, su un promontorio roccioso si eleva un vecchio castello abbandonato (che la leggenda indica come residenza dell'Innominato manzoniano) cui si apre un magnifico panorama sul lago. Poco al disotto del castello una spianata, "la Valletta", offre un posto adatto per ospitarvi gli orfani: qui il Miani apre una scuola di grammatica e una specie di seminario per la Compagnia ancora alle sue origini: vi si alterneranno lo studio, il lavoro agricolo e attività di rilegatura e tornio. Forse è allora che crea le sue giaculatorie che riassumono il fondamento della devozione religiosa: «Dolcissimo Gesù, non essermi giudice, ma Salvatore!» «Signore, aiutami! Aiutami, Signore e sarò tuo!»
Nel 1535 deve tornare a Venezia, richiamatovi dal suo confessore, perché le opere, sviluppatesi oltre misura, devono essere ristrutturate ed è necessario il suo consiglio. Ritornato poi in Lombardia, passa per Vicenza, Verona, Brescia, Bergamo; rivisita le opere, i confratelli, i ragazzi, i collaboratori. Qualcuno lo ha chiamato "vagabondo di Dio". C'è chi pensa che gli si addica meglio "pellegrino della carità". A Pavia crea una nuova fondazione e a Brescia un capitolo della nascente Compagnia: bisogna riesaminare il funzionamento della vita nelle istituzioni, unificare i criteri, stabilire in concreto le condizioni che devono possedere gli aspiranti e il loro processo di formazione, concordare e fissare le basi della vita comune:
Così egli stesso compendia nell'ultima sua lettera il cammino ascetico che devono percorrere i Servi dei Poveri.
In quei giorni riceve da Roma una lettera del suo confessore, il cardinale Carafa che gli chiede di venire a fondare a Roma le stesse opere realizzate nell'Italia del nord. Un semplice laconico commento ai suoi fratelli: "Mi invitano allo stesso tempo a Roma e al cielo. Penso che andrò a Cristo".
Alla fine del 1536 per la Valle San Martino si propaga un'epidemia che fa strage fra la popolazione, il 4 febbraio 1537 Girolamo contrae il morbo e domenica 8 febbraio muore. La leggenda vuole che prima di morire, per poter contemplare il "mistero" del Crocifisso durante l'agonia, abbia tracciato con del liquido color mattone una croce sulla parete della casa di Somasca in cui era ospitato, l'attuale chiesa di Maria Madre degli Orfani. Chiama a sé i suoi orfani per l'ultimo commiato e, con le forze che gli rimangono, lava loro i piedi; agli amici di Somasca raccomanda di non offendere Dio con scostumatezze e bestemmie e in cambio lui dal cielo pregherà perché la grandine non rovini il raccolto. Da qui quello che è considerato il testamento spirituale per i devoti: «Seguite la via del Crocifisso; amatevi gli uni gli altri; servite i poveri!»

## Culto

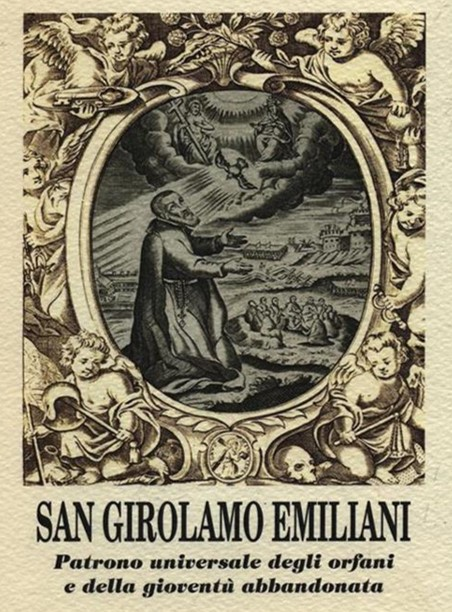

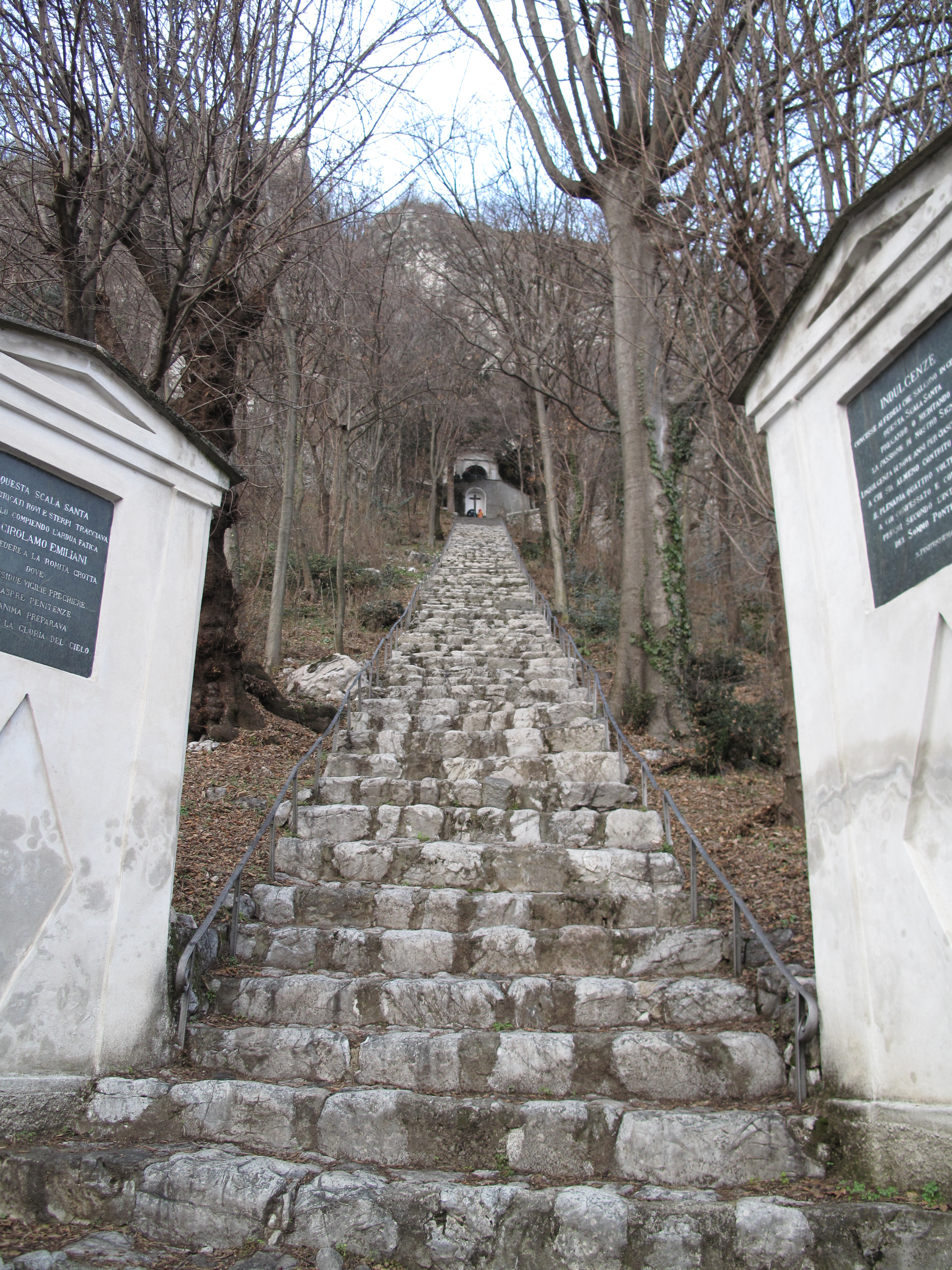
La Scala Santa ai piedi della cappella, edificata per volere di San Girolamo. Al culmine, l'Eremo dove il Santo si ritirava in preghiera.

Nel 1626 con atto solenne stipulato a Caprino, i paesi tutti eleggono Girolamo Emiliani come patrono della Valle San Martino.
Fu dichiarato beato nel 1747 e canonizzato nel 1767. Il 14 marzo 1928 Pio XI lo proclamò "Patrono universale degli orfani e della gioventù abbandonata", riconoscendogli il merito e l'originalità del servizio reso.
L'opera di Girolamo Emiliani è proseguita dai Padri Somaschi, continuatori della Compagnia dei Servi dei poveri. Altri istituti lo riconoscono come patrono e si ispirano a lui nella spiritualità e nelle opere: le Suore Somasche di Genova, le Missionarie Figlie di San Girolamo Emiliani, le Suore Orsoline di San Girolamo di Somasca, le Oblate della Mater Orphanorum, i Fratelli di San Girolamo del Belgio.
La festa liturgica ricorre l'8 febbraio (il 20 luglio nel tradizionale calendario della messa tridentina) ed è celebrata con una grande festa presso il santuario di San Girolamo Emiliani a Somasca dove sono custodite le reliquie del santo.
L'ordine è presente oggi, oltre che in Italia, in Polonia, Romania, Spagna, negli Stati Uniti, in vari paesi dell’America Latina, e nelle Filippine.

## Influenza su Alessandro Manzoni
Alessandro Manzoni aveva studiato in gioventù presso i Padri Somaschi e le sue riflessioni e commenti sulla vita del santo sono raccolte nel capitolo XV del suo saggio filosofico-religioso Osservazioni sulla morale cattolica : in particolare, Manzoni si sofferma sul fatto che Girolamo andasse in cerca d'orfani "pezzenti e sbandati per nutrirli e disciplinarli, con quella premura che metterebbe un ambizioso a diventare educatore del figlio del re."
Critici letterari e storici hanno trovato inoltre alcune correlazioni tra i paesaggi de I Promessi Sposi e quelli dei luoghi sacri somaschi, identificando la fortezza in cima al Sacro Monte di Somasca nel castello dell'Innominato. Teorie recenti hanno anche ipotizzato che l'episodio della conversione notturna dell'Innominato  sia stata liberamente ispirata a quella di San Girolamo.
Un passaggio dei Promessi Sposi può infine tradurre l'idea della missione di Girolamo Miani: "[...] a vita non è già destinata ad essere un peso per molti, e una festa per alcuni, ma per tutti un impiego, del quale ognuno renderà conto."

## Nella cultura

### Letteratura

#### Agiografie
- Vita del clarissimo signor Girolamo Miani, gentil huomo venetiano , Anonimo[102] (1537);[38]
- Breve istruzione della vita di Ms. Girolamo Miani gentil huomo venetiano, fondatore della Congregatione Somasca, intesa a voce dal M. Reve. Ms. Stefano Bertazuola Salodiense sacerdote integerrimo e di anni 82, di Dorati[103] (sec. XVI);[104]
- Vita del venerabile et devoto Servo d'Iddio il padre Gieronimo Miani, di Scipione Albani (1603);[105]
- La vita del venerabile Servo di Dio il padre Girolamo Miani, di p. Andrea Stella (1605);[106]
- De vita Hieronymi Aemiliani Congregationis Somaschae fundatoris, p. Agostino Tortora (1620);[107]
- Vita del Beato Girolamo Miani fondatore della Congregatione di Somasca, di p. Costantino de' Rossi (1630);[108]
- La vita del venerabile Servo di Dio Girolamo Miani, fondatore della Congregazione da'cherici regolari di Somasca, di p. Stanislao Santinelli (1740).[109]

#### Poesie
- De venerabili viro et integerrimo P. Hieronymo Aemiliano, patritio veneto, Congregationis Somaschae institutore sanctissimo, di p. Cristoforo Finotti (1606);[110]
- De laudibus B. Hieronymi Aemiliani epinicium, di p. Giovanni Luigi Cerchiari (1630).[111]
- Per S. Girolamo Miani , di Giuseppe Parini (1780 ca.)[112];
- Inno a San Girolamo Miani, di Giulio Salvadori (1928)[99];
- Un eroe della patria e di Dio: S. Girolamo Emiliani, di p. Luigi Zambarelli (1930)[113].

#### Romanzi
Girolamo Miani è protagonista o coprotagonista dei seguenti romanzi:
- Un fiore delle Alpi. Racconto Storico del secolo XVI, di Vincenzo Morgantini (1882)[114];
- Io, Girolamo - Le sorprendenti gesta di un patrizio veneziano del secolo XVI, di p. Lorenzo Netto c.r.s. (1987);[115]
- Jérôme Manni[116] le Vénitien: saint, guerrier et protecteur des orphelins, di Suzanne Chantal (1990).[117]

#### Fumetti
- San Girolamo Emiliani, una vita per gli altri (1 gennaio 1980) della collana "Vite dei Santi a fumetti".[118]

### Film
- Nella pellicola del 2012 Paglaya sa tanikala (Freedom from chains) di Michael Angelo Dagñalan è impersonato da Matteo Guidicelli.[119]

### Musica
- Inno del giubileo somasco, composto per i 500 anni della liberazione di San Girolamo (2011);[120]
- Morire per vivere, musical sulla vita del santo (2013).[121]

## Ascendenza
|                      |                 |                      | Genitori           |  |  | Nonni |  |  | Bisnonni    |  |  | Trisnonni      |  |
|                      |                 |                      |                    |  |  |       |  |  | Marco Miani |  |  | Giovanni Miani |  |
|                      |                 |                      |                    |  |  |       |  |  | Marco Miani |  |  | Giovanni Miani |  |
|                      |                 | …                    |                    |  |  |       |  |  | Marco Miani |  |  |                |  |
| Luca Miani           |                 |                      |                    |  |  |       |  |  | Marco Miani |  |  |                |  |
|                      |                 | Contarina Contarini  | Girolamo Contarini |  |  |       |  |  |             |  |  |                |  |
|                      |                 | Contarina Contarini  | Girolamo Contarini |  |  |       |  |  |             |  |  |                |  |
|                      |                 | Contarina Contarini  | …                  |  |  |       |  |  |             |  |  |                |  |
| Angelo Miani         |                 | Contarina Contarini  |                    |  |  |       |  |  |             |  |  |                |  |
|                      |                 | Giorgio Loredan      | Bertuccio Loredan  |  |  |       |  |  |             |  |  |                |  |
|                      |                 | Giorgio Loredan      | Bertuccio Loredan  |  |  |       |  |  |             |  |  |                |  |
|                      |                 | Giorgio Loredan      | …                  |  |  |       |  |  |             |  |  |                |  |
| Cristina Loredan     |                 | Giorgio Loredan      |                    |  |  |       |  |  |             |  |  |                |  |
|                      |                 | Maddalena Zuccol     | Vespasiano Zuccol  |  |  |       |  |  |             |  |  |                |  |
|                      |                 | Maddalena Zuccol     | Vespasiano Zuccol  |  |  |       |  |  |             |  |  |                |  |
|                      |                 | Maddalena Zuccol     | …                  |  |  |       |  |  |             |  |  |                |  |
| Girolamo Miani       |                 | Maddalena Zuccol     |                    |  |  |       |  |  |             |  |  |                |  |
|                      | Nicolò Morosini | Gaspare Morosini     |                    |  |  |       |  |  |             |  |  |                |  |
|                      | Nicolò Morosini | Gaspare Morosini     |                    |  |  |       |  |  |             |  |  |                |  |
|                      | Nicolò Morosini | Onesta Zane          |                    |  |  |       |  |  |             |  |  |                |  |
| Carlo Morosini       | Nicolò Morosini |                      |                    |  |  |       |  |  |             |  |  |                |  |
|                      |                 | Maria Marcello       | …                  |  |  |       |  |  |             |  |  |                |  |
|                      |                 | Maria Marcello       | …                  |  |  |       |  |  |             |  |  |                |  |
|                      |                 | Maria Marcello       | …                  |  |  |       |  |  |             |  |  |                |  |
| Leonora Morosini     |                 | Maria Marcello       |                    |  |  |       |  |  |             |  |  |                |  |
|                      |                 | Donato Contarini     | Bernardo Contarini |  |  |       |  |  |             |  |  |                |  |
|                      |                 | Donato Contarini     | Bernardo Contarini |  |  |       |  |  |             |  |  |                |  |
|                      |                 | Donato Contarini     | …                  |  |  |       |  |  |             |  |  |                |  |
| Elisabetta Contarini |                 | Donato Contarini     |                    |  |  |       |  |  |             |  |  |                |  |
|                      |                 | Elisabetta Contarini | …                  |  |  |       |  |  |             |  |  |                |  |
|                      |                 | Elisabetta Contarini | …                  |  |  |       |  |  |             |  |  |                |  |
|                      |                 | Elisabetta Contarini | …                  |  |  |       |  |  |             |  |  |                |  |
|                      |                 | Elisabetta Contarini |                    |  |  |       |  |  |             |  |  |                |  |